# 全日本実業団対抗駅伝競走大会

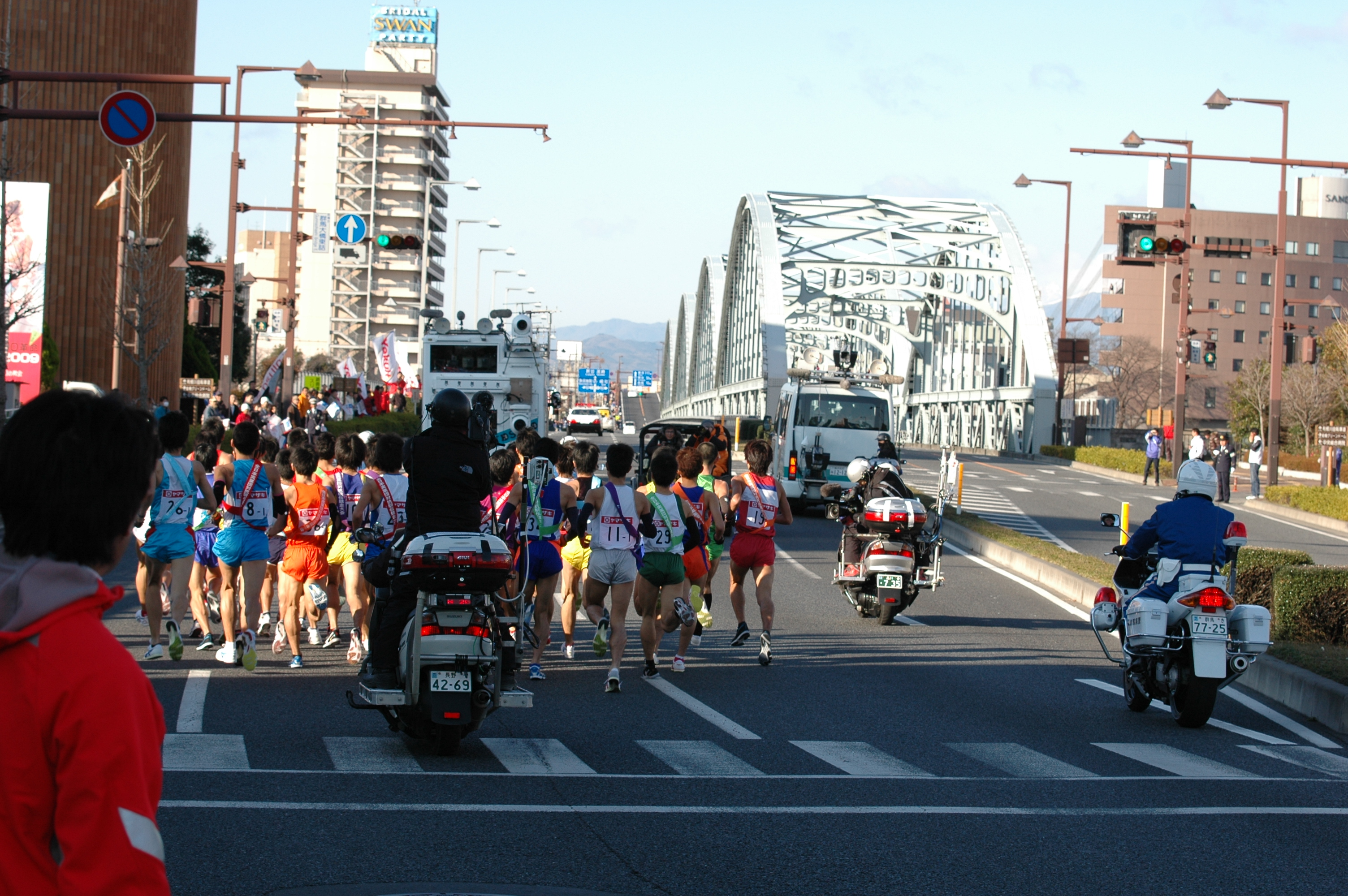
ニューイヤー駅伝2009 1km地点から群馬大橋方向

全日本実業団対抗駅伝競走大会（ぜんにほんじつぎょうだんたいこうえきでんきょうそうたいかい）は、日本実業団陸上競技連合が主催し、毎日新聞社・TBSテレビ・群馬県が共催する「実業団・駅伝日本一決定戦」という位置づけの駅伝大会である。1957年に第一回大会が行われ、1988年の第32回大会より1月1日の開催が定着し、ニューイヤー駅伝（ニューイヤーえきでん）の通称が用いられるようになった。

## 概要
日本における男子駅伝実業団日本一を決定する競技大会である。ただし、クラブチームはこの大会に出場することができない（予選はこの限りではない）。箱根駅伝とともに正月の風物詩として親しまれている。歴代最多優勝は旭化成の26回、最多出場記録はカネボウ（現：Kao）と旭化成の62回である。
1957年（昭和32年）に第1回が三重県の伊勢神宮外宮（豊受大神宮）前をスタートし、賢島を折り返す7区間83.5 kmで開催された。コースの設定にはベルリンオリンピックに出場し、後に毎日新聞社に入社した村社講平が提案、起伏がある五知峠を通るコースと10マイル（約16 km）の区間を設けたことが特徴であった。当初は早春に開催されたが、第5回大会より12月の開催となった。1970年の第15回大会より伊勢神宮内宮（皇大神宮）を循環するコースを加えた99 kmに延長、以降第30回（1985年）まで三重県で開催された。第31回（1986年）は滋賀県で開催され、距離も84.4 kmとなり約15 km短縮された。第32回（1988年）から実施日が1月1日になり、群馬県で開催されるようになった。群馬県の主要都市を巡る7区間、全長100 kmのコースに変更されたのは第45回大会（2001年）からである。

## 大会運営
- 主催

日本実業団陸上競技連合
- 共催

毎日新聞社、TBSテレビ、群馬県
- 後援

日本陸上競技連盟、前橋市、高崎市、桐生市、伊勢崎市、太田市、みどり市、玉村町、群馬県スポーツ協会、上毛新聞社、スポーツニッポン新聞社
- 主管

群馬陸上競技協会
- 運営協力

東日本実業団陸上競技連盟
- 協賛

山崎製パン株式会社

## 記録

### 成績
| 回数   | 開催日         | 場所 | 距離     | 参加 チーム数 | 1位                            | 2位                            | 3位                            | 備考                           |
| ------ | -------------- | ---- | -------- | ------------- | ------------------------------ | ------------------------------ | ------------------------------ | ------------------------------ |
| 第1回  | 1957年3月3日   | 伊勢 | 83.5 km  | 14            | 八幡製鐵 4時間27分58秒         | 旭化成 4時間32分11秒           | 国鉄 4時間37分11秒             |                                |
| 第2回  | 1958年3月2日   | 伊勢 | 83.5 km  | 15            | リッカーミシン 4時間28分21秒   | 八幡製鐵 4時間33分02秒         | 全鐘紡 4時間38分25秒           |                                |
| 第3回  | 1959年3月1日   | 伊勢 | 83.5 km  | 14            | リッカーミシン 4時間27分56秒   | 八幡製鐵 4時間30分57秒         | 東洋ベアリング 4時間36分14秒   |                                |
| 第4回  | 1960年2月21日  | 伊勢 | 83.5 km  | 15            | 八幡製鐵 4時間30分11秒         | 東洋ベアリング 4時間31分43秒   | 明治製菓 4時間39分14秒         |                                |
| 第5回  | 1960年12月18日 | 伊勢 | 83.5 km  | 17            | リッカーミシン 4時間25分23秒   | 東京急行 4時間30分17秒         | 倉敷レーヨン 4時間32分17秒     |                                |
| 第6回  | 1961年12月17日 | 伊勢 | 83.6 km  | 19            | 東急 4時間25分35秒             | リッカーミシン 4時間28分10秒   | 八幡製鐵 4時間28分11秒         | 距離延長                       |
| 第7回  | 1962年12月16日 | 伊勢 | 83.6 km  | 16            | 八幡製鐵 4時間16分04秒         | 東急 4時間19分27秒             | 倉敷レーヨン 4時間22分53秒     |                                |
| 第8回  | 1963年12月15日 | 伊勢 | 83.6 km  | 19            | 東急 4時間16分13秒             | 旭化成 4時間18分37秒           | 東洋工業 4時間19分11秒         |                                |
| 第9回  | 1964年12月20日 | 伊勢 | 83.6 km  | 18            | 旭化成 4時間13分28秒           | 八幡製鐵 4時間14分34秒         | 東急 4時間14分37秒             |                                |
| 第10回 | 1965年12月19日 | 伊勢 | 83.6 km  | 21            | 旭化成 4時間14分21秒           | 東急 4時間15分13秒             | 八幡製鐵 4時間15分25秒         |                                |
| 第11回 | 1966年12月18日 | 伊勢 | 83.0 km  | 23            | 旭化成 4時間15分44秒           | 倉敷レーヨン 4時間16分40秒     | リッカー 4時間17分04秒         | 距離縮小                       |
| 第12回 | 1967年12月17日 | 伊勢 | 83.0 km  | 26            | 電電中国 4時間14分57秒         | 倉敷レーヨン 4時間15分21秒     | 九州電工 4時間15分51秒         |                                |
| 第13回 | 1968年12月22日 | 伊勢 | 83.0 km  | 24            | 旭化成 4時間11分45秒           | 八幡製鐵 4時間13分15秒         | 東洋ベアリング 4時間13分30秒   |                                |
| 第14回 | 1969年12月21日 | 伊勢 | 83.0 km  | 23            | 東洋工業 4時間08分11秒         | 旭化成 4時間08分23秒           | 電電中国 4時間08分55秒         |                                |
| 第15回 | 1970年12月20日 | 伊勢 | 99.4 km  | 23            | 電電中国 5時間00分59秒         | 旭化成 5時間02分30秒           | リッカー 5時間02分40秒         | 距離延長                       |
| 第16回 | 1971年12月19日 | 伊勢 | 99.4 km  | 25            | 東洋工業 5時間02分08秒         | 全鐘紡 5時間03分57秒           | クラレ 5時間04分21秒           |                                |
| 第17回 | 1972年12月17日 | 伊勢 | 99.4 km  | 26            | クラレ 4時間58分10秒           | 東洋工業 4時間58分54秒         | 旭化成 4時間59分03秒           |                                |
| 第18回 | 1973年12月16日 | 伊勢 | 99.0 km  | 26            | 旭化成 5時間06分47秒           | 新日鉄 5時間06分53秒           | 東洋工業 5時間06分54秒         | 距離縮小                       |
| 第19回 | 1974年12月15日 | 伊勢 | 99.0 km  | 25            | 鐘紡 5時間01分42秒             | 旭化成 5時間05分47秒           | 神戸製鋼 5時間05分47秒         |                                |
| 第20回 | 1975年12月21日 | 伊勢 | 99.0 km  | 25            | 旭化成 4時間58分48秒           | 鐘紡 4時間59分05秒             | リッカー 4時間59分24秒         |                                |
| 第21回 | 1976年12月19日 | 伊勢 | 99.0 km  | 27            | 鐘紡 4時間58分42秒             | 旭化成 5時間02分05秒           | 神戸製鋼 5時間03分35秒         |                                |
| 第22回 | 1977年12月18日 | 伊勢 | 99.0 km  | 27            | 鐘紡 5時間00分10秒             | 九州電工 5時間02分40秒         | 旭化成 5時間03分07秒           |                                |
| 第23回 | 1978年12月17日 | 伊勢 | 99.0 km  | 27            | 旭化成 5時間00分09秒           | 鐘紡 5時間03分35秒             | 新日鉄 5時間05分55秒           |                                |
| 第24回 | 1979年12月16日 | 伊勢 | 99.0 km  | 28            | 旭化成 4時間57分15秒           | 九州電工 5時間03分12秒         | リッカー 5時間04分16秒         |                                |
| 第25回 | 1980年12月21日 | 伊勢 | 99.0 km  | 26            | 旭化成 4時間56分00秒           | 神戸製鋼 5時間00分56秒         | リッカー 5時間03分56秒         |                                |
| 第26回 | 1981年12月20日 | 伊勢 | 99.0 km  | 28            | 旭化成 4時間59分18秒           | 鐘紡 5時間01分38秒             | リッカー 5時間02分06秒         |                                |
| 第27回 | 1982年12月19日 | 伊勢 | 99.0 km  | 28            | 旭化成 4時間56分42秒           | 鐘紡 4時間57分07秒             | 神戸製鋼 5時間00分48秒         |                                |
| 第28回 | 1983年12月18日 | 伊勢 | 99.0 km  | 28            | 旭化成 4時間57分11秒           | 神戸製鋼 4時間59分08秒         | 鐘紡 5時間00分48秒             |                                |
| 第29回 | 1984年12月16日 | 伊勢 | 99.0 km  | 30            | エスビー食品 4時間48分32秒     | 旭化成 4時間54分46秒           | 日産自動車 4時間56分45秒       |                                |
| 第30回 | 1985年12月15日 | 伊勢 | 99.0 km  | 29            | エスビー食品 4時間54分30秒     | 日産自動車 4時間56分46秒       | 九州電工 5時間03分33秒         |                                |
| 第31回 | 1986年12月21日 | 彦根 | 84.4 km  | 30            | エスビー食品 4時間04分01秒     | 旭化成 4時間07分39秒           | 日産自動車 4時間08分55秒       | 距離縮小                       |
| 第32回 | 1988年1月1日   | 群馬 | 84.9 km  | 27            | エスビー食品 4時間05分45秒     | 日産自動車 4時間07分40秒       | 旭化成 4時間09分32秒           | 距離延長                       |
| 第33回 | 1989年1月1日   | 群馬 | 86.3 km  | 25            | 日産自動車 4時間14分52秒       | 旭化成 4時間16分53秒           | 日本電気HE 4時間19分26秒       | 距離延長                       |
| 第34回 | 1990年1月1日   | 群馬 | 86.3 km  | 24            | 旭化成 4時間13分52秒           | 九州電工 4時間14分51秒         | 日産自動車 4時間16分16秒       |                                |
| 第35回 | 1991年1月1日   | 群馬 | 86.3 km  | 25            | 旭化成 4時間10分04秒           | 日産自動車 4時間13分20秒       | 本田技研埼玉 4時間13分55秒     |                                |
| 第36回 | 1992年1月1日   | 群馬 | 86.3 km  | 26            | 旭化成 4時間08分24秒           | 九電工 4時間12分24秒           | 安川電機 4時間13分30秒         |                                |
| 第37回 | 1993年1月1日   | 群馬 | 86.3 km  | 32            | 旭化成 4時間10分50秒           | 九電工 4時間14分22秒           | 本田技研工業 4時間15分33秒     |                                |
| 第38回 | 1994年1月1日   | 群馬 | 86.3 km  | 32            | 旭化成 4時間14分21秒           | 本田技研工業 4時間18分22秒     | 鐘紡 4時間18分38秒             |                                |
| 第39回 | 1995年1月1日   | 群馬 | 86.3 km  | 37            | 旭化成 4時間15分02秒           | 鐘紡 4時間17分00秒             | エスビー食品 4時間17分05秒     |                                |
| 第40回 | 1996年1月1日   | 群馬 | 86.3 km  | 37            | 鐘紡 4時間14分33秒             | 旭化成 4時間14分34秒           | エスビー食品 4時間19分29秒     |                                |
| 第41回 | 1997年1月1日   | 群馬 | 86.3 km  | 37            | 旭化成 4時間07分54秒           | エスビー食品 4時間07分57秒     | ダイエー 4時間12分00秒         |                                |
| 第42回 | 1998年1月1日   | 群馬 | 86.3 km  | 37            | 旭化成 4時間06分28秒           | エスビー食品 4時間06分43秒     | ダイエー 4時間10分07秒         |                                |
| 第43回 | 1999年1月1日   | 群馬 | 86.4 km  | 37            | 旭化成 4時間11分34秒           | エスビー食品 4時間12分24秒     | 中国電力 4時間14分54秒         | 距離延長                       |
| 第44回 | 2000年1月1日   | 群馬 | 86.4 km  | 37            | 富士通 4時間12分07秒           | 旭化成 4時間12分45秒           | NEC 4時間15分37秒              |                                |
| 第45回 | 2001年1月1日   | 群馬 | 100.0 km | 37            | コニカ 4時間49分44秒           | 富士通 4時間50分59秒           | 中国電力 4時間53分25秒         | 距離延長                       |
| 第46回 | 2002年1月1日   | 群馬 | 100.0 km | 37            | コニカ 4時間45分32秒           | 中国電力 4時間46分21秒         | 日清食品 4時間49分38秒         |                                |
| 第47回 | 2003年1月1日   | 群馬 | 100.0 km | 37            | コニカ 4時間44分48秒           | 日清食品 4時間47分02秒         | 中国電力 4時間47分11秒         |                                |
| 第48回 | 2004年1月1日   | 群馬 | 100.0 km | 37            | 中国電力 4時間47分03秒         | コニカミノルタ 4時間49分05秒   | 日清食品 4時間50分35秒         |                                |
| 第49回 | 2005年1月1日   | 群馬 | 100.0 km | 37            | コニカミノルタ 4時間48分57秒   | 中国電力 4時間49分44秒         | 日清食品 4時間50分41秒         |                                |
| 第50回 | 2006年1月1日   | 群馬 | 100.0 km | 43            | コニカミノルタ 4時間44分54秒   | 中国電力 4時間45分53秒         | 富士通 4時間46分52秒           | 記念大会 （6チーム増）         |
| 第51回 | 2007年1月1日   | 群馬 | 100.0 km | 37            | 中国電力 4時間47分02秒         | 旭化成 4時間47分53秒           | 日清食品 4時間48分16秒         |                                |
| 第52回 | 2008年1月1日   | 群馬 | 100.0 km | 37            | コニカミノルタ 4時間46分28秒   | 中国電力 4時間49分45秒         | Honda 4時間49分56秒            |                                |
| 第53回 | 2009年1月1日   | 群馬 | 100.0 km | 37            | 富士通 4時間51分55秒           | 日清食品グループ 4時間51分56秒 | 旭化成 4時間51分56秒           | 区間変更                       |
| 第54回 | 2010年1月1日   | 群馬 | 100.0 km | 37            | 日清食品グループ 4時間50分07秒 | コニカミノルタ 4時間50分36秒   | 富士通 4時間51分37秒           |                                |
| 第55回 | 2011年1月1日   | 群馬 | 100.0 km | 37            | トヨタ自動車 4時間51分56秒     | 富士通 4時間51分57秒           | 日清食品グループ 4時間52分05秒 | 区間変更                       |
| 第56回 | 2012年1月1日   | 群馬 | 100.0 km | 37            | 日清食品グループ 4時間49分32秒 | コニカミノルタ 4時間50分52秒   | 旭化成 4時間51分16秒           |                                |
| 第57回 | 2013年1月1日   | 群馬 | 100.0 km | 37            | コニカミノルタ 4時間51分32秒   | トヨタ自動車九州 4時間55分24秒 | カネボウ 4時間55分25秒         |                                |
| 第58回 | 2014年1月1日   | 群馬 | 100.0 km | 37            | コニカミノルタ 4時間53分35秒   | トヨタ自動車九州 4時間54分59秒 | 日清食品グループ 4時間56分48秒 |                                |
| 第59回 | 2015年1月1日   | 群馬 | 100.0 km | 37            | トヨタ自動車 4時間51分41秒     | コニカミノルタ 4時間53分20秒   | 日清食品グループ 4時間55分00秒 |                                |
| 第60回 | 2016年1月1日   | 群馬 | 100.0 km | 43            | トヨタ自動車 4時間52分15秒     | コニカミノルタ 4時間52分36秒   | トヨタ自動車九州 4時間53分32秒 | 記念大会 （6チーム増）         |
| 第61回 | 2017年1月1日   | 群馬 | 100.0 km | 37            | 旭化成 4時間49分55秒           | トヨタ自動車 4時間51分02秒     | トヨタ自動車九州 4時間52分18秒 |                                |
| 第62回 | 2018年1月1日   | 群馬 | 100.0 km | 37            | 旭化成 4時間52分18秒           | Honda 4時間54分30秒            | トヨタ自動車 4時間54分39秒     | 区間変更                       |
| 第63回 | 2019年1月1日   | 群馬 | 100.0 km | 37            | 旭化成 4時間51分27秒           | MHPS 4時間51分31秒             | トヨタ自動車 4時間52分34秒     |                                |
| 第64回 | 2020年1月1日   | 群馬 | 100.0 km | 37            | 旭化成 4時間46分07秒           | トヨタ自動車 4時間48分36秒     | Honda 4時間49分30秒            |                                |
| 第65回 | 2021年1月1日   | 群馬 | 100.0 km | 37            | 富士通 4時間48分52秒           | トヨタ自動車 4時間49分55秒     | 旭化成 4時間50分32秒           | [ 注 3 ]                       |
| 第66回 | 2022年1月1日   | 群馬 | 100.0 km | 37            | Honda 4時間51分04秒            | SUBARU 4時間52分09秒           | 旭化成 4時間52分47秒           |                                |
| 第67回 | 2023年1月1日   | 群馬 | 100.0 km | 37            | Honda 4時間48分06秒            | 富士通 4時間48分52秒           | トヨタ自動車 4時間50分10秒     | 区間変更                       |
| 第68回 | 2024年1月1日   | 群馬 | 100.0 km | 41            | トヨタ自動車 4時間49分02秒     | Honda 4時間51分11秒            | 旭化成 4時間51分27秒           | 区間変更・ 4チーム特例措置出場 |
| 第69回 | 2025年1月1日   | 群馬 | 100.0 km | 37            | 旭化成 4時間47分32秒           | Honda 4時間47分40秒            | トヨタ自動車 4時間48分36秒     | 区間変更                       |

※太字は大会記録。歴代の優勝チームはスタート地点の群馬県庁前にある御影石製の顕彰板にその名前が刻される。

### 優勝回数
| 実業団名         | 優勝回数 | 優勝年 |
| ---------------- | -------- | --- |
| 旭化成           | 26       | 1964,1965,1966,1968,1973,1975,1978,1979,1980,1981,1982,1983,1990,1991,1992, 1993,1994,1995,1997,1998,1999,2017,2018,2019,2020,2025 |
| コニカミノルタ   | 8        | 2001,2002,2003,2005,2006,2008,2013,2014                                                                                            |
| Kao              | 4        | 1974,1976,1977,1996 |
| エスビー食品     | 4        | 1984,1985,1986,1987 |
| トヨタ自動車     | 4        | 2011,2015,2016,2024 |
| 新日本製鐵       | 3        | 1957,1960/2,1962 |
| リッカーミシン   | 3        | 1958,1959,1960/12 |
| 富士通           | 3        | 2000,2009,2021 |
| 東急             | 2        | 1961,1963 |
| NTT西日本        | 2        | 1967,1970 |
| マツダ           | 2        | 1969,1971 |
| 中国電力         | 2        | 2004,2007 |
| 日清食品グループ | 2        | 2010,2012 |
| Honda            | 2        | 2022,2023 |
| クラレ           | 1        | 1972 |
| 日産自動車       | 1        | 1989 |

## 出場チーム
前年秋に東日本実業団対抗駅伝競走大会、中部・北陸実業団対抗駅伝競走大会、関西実業団対抗駅伝競走大会、中国実業団対抗駅伝競走大会、九州実業団毎日駅伝競走大会の5つの予選が行われ、6地区の出場チームが決定する。
第52回（2008年（平成20年））までは、本大会上位15位までに入ることができれば次回は予選の順位に関係なく出場することができたが（シード権、競技要項より）、第53回（2009年（平成21年））からはシード制が廃止され、各予選での上位入賞チームが出場権を獲得する方式となった。同じ主催・メディアスキームで行われる女子が予選を全国で一本化しシード権を維持しているのとは対照的である。
第53回以降は、原則として37の本大会出場枠を、前回の本大会成績等によって各地区に割り振る。具体的には、まず6地区すべてに1枠ずつを割り当て、その上で前回の本大会で30位以内に入ったチームの属する地区にはそのチーム数だけ枠を割り当てる。さらに30位以内のチームの各地区ごとの順位の平均が最も上位の地区にはさらに1枠が与えられる。第65回は新型コロナウイルス感染症 (COVID-19) の影響によりカネボウが出場を辞退したため枠変動は行わず、第66回の出場枠は据え置きとなる。第67回も同様の理由により安川電機が出場を辞退したため、第68回の出場枠は据え置きとなる。
エントリー番号は、前回の本大会に出場したチームは前回大会の成績順、その後に前回の本大会に出場しなかったチームが予選の成績順に並ぶ。なお、予選通過チームが企業の不祥事等によりエントリーしなかった場合は原則として予選順位が上のチームから繰り上げエントリーとなる（#主な出場辞退の事例を参照）。ただし、出場辞退が大会直前の場合は繰り上げエントリーせずに、出場チームが1つ減少した形で開催されることもある。このためエントリー番号は全てのエントリーチームが確定してから割り当てられる。

### 第69回出場チーム
| No. | チーム名                  | 所属地区 | 前回順位    | 地区大会順位 | 出場回数       |
| --- | ------------------------- | -------- | ----------- | ------------ | -------------- |
| 1   | トヨタ自動車              | 中部     | 前年1位     | 中部2位      | 36年連続46回目 |
| 2   | Honda                     | 東日本   | 前年2位     | 東日本7位    | 41年連続42回目 |
| 3   | 旭化成                    | 九州     | 前年3位     | 九州1位      | 39年連続62回目 |
| 4   | 黒崎播磨                  | 九州     | 前年4位     | 九州2位      | 14年連続37回目 |
| 5   | 三菱重工                  | 九州     | 前年5位     | 九州6位      | 16年連続29回目 |
| 6   | Kao                       | 東日本   | 前年6位     | 東日本8位    | 10年連続62回目 |
| 7   | GMOインターネットグループ | 東日本   | 前年8位     | 東日本1位    | 6年連続6回目   |
| 8   | 富士通                    | 東日本   | 前年9位     | 東日本4位    | 5年連続34回目  |
| 9   | 中国電力                  | 中国     | 前年10位    | 中国1位      | 33年連続33回目 |
| 10  | トヨタ紡織                | 中部     | 前年11位    | 中部1位      | 28年連続28回目 |
| 11  | 安川電機                  | 九州     | 前年12位    | 九州3位      | 35年連続47回目 |
| 12  | トヨタ自動車九州          | 九州     | 前年13位    | 九州7位      | 16年連続23回目 |
| 13  | SUBARU                    | 東日本   | 前年14位    | 東日本5位    | 4年連続24回目  |
| 14  | ヤクルト                  | 東日本   | 前年15位    | 東日本2位    | 12年連続45回目 |
| 15  | サンベルクス              | 東日本   | 前年16位    | 東日本3位    | 5年連続7回目   |
| 16  | JR東日本                  | 東日本   | 前年17位    | 東日本9位    | 7年連続19回目  |
| 17  | 埼玉医科大学グループ      | 東日本   | 前年18位    | 東日本10位   | 3年連続4回目   |
| 18  | SGホールディングス        | 関西     | 前年19位    | 関西1位      | 30年連続31回目 |
| 19  | 九電工                    | 九州     | 前年20位    | 九州4位      | 50年連続56回目 |
| 20  | トーエネック              | 中部     | 前年21位    | 中部3位      | 13年連続15回目 |
| 21  | 住友電工                  | 関西     | 前年22位    | 関西4位      | 8年連続11回目  |
| 22  | YKK                       | 北陸     | 前年23位    | 北陸1位      | 33年連続35回目 |
| 23  | ひらまつ病院              | 九州     | 前年24位    | 九州5位      | 2年連続6回目   |
| 24  | マツダ                    | 中国     | 前年25位    | 中国2位      | 23年連続60回目 |
| 25  | 愛三工業                  | 中部     | 前年26位    | 中部6位      | 24年連続24回目 |
| 26  | JFEスチール               | 中国     | 前年28位    | 中国4位      | 6年連続48回目  |
| 27  | 中電工                    | 中国     | 前年29位    | 中国3位      | 29年連続29回目 |
| 28  | NTN                       | 中部     | 前年31位    | 中部5位      | 4年連続60回目  |
| 29  | 愛知製鋼                  | 中部     | 前年33位    | 中部4位      | 3年連続40回目  |
| 30  | 大塚製薬                  | 関西     | 前年34位    | 関西2位      | 5年連続30回目  |
| 31  | 大阪ガス                  | 関西     | 前年35位    | 関西3位      | 3年連続12回目  |
| 32  | 中央発條                  | 中部     | 前年38位    | 中部7位      | 11年連続42回目 |
| 33  | ロジスティード            | 東日本   | 前年40位    | 東日本6位    | 13年連続13回目 |
| 34  | 西鉄                      | 九州     | 前年41位    | 九州8位      | 4年連続21回目  |
| 35  | セキノ興産                | 北陸     | 第64回 35位 | 北陸2位      | 5年ぶり6回目   |
| 36  | 武田薬品                  | 中国     | 第66回 36位 | 中国5位      | 3年ぶり4回目   |
| 37  | 戸上電機製作所            | 九州     | 第67回 35位 | 九州9位      | 2年ぶり5回目   |

地区別のチーム数は、東日本：10、中部：7、北陸：2、関西：4、中国：5、九州：9。

## コース紹介
- 2001年より、7区間・全長100kmで群馬県庁をスタート・ゴール地点とするコースで開催されている。前橋市、高崎市、伊勢崎市、太田市、桐生市の群馬県南部の主要都市を通過し、1周する。現在のチーム総合最高記録はコニカ（現・コニカミノルタ）が第47回（2003年）に出した4時間44分48秒。ただし、第53回（2009年）にて7区間100kmの全長距離を維持したまま区間構成を変更した。第55回（2011年）には一部のルート変更、距離再計測に伴う若干の距離変更が行われた。また、第62回（2018年）と第67回（2023年）、第68回（2024年）、第69回（2025年）においても一部のルートおよび距離・区間構成の変更が行われている。

|          | 第45回 - 第52回 （2001年 - 2008年） | 第45回 - 第52回 （2001年 - 2008年） | 第53回 - 第54回 （2009年 - 2010年） | 第53回 - 第54回 （2009年 - 2010年） | 第55回 - 第61回 （2011年 - 2017年） | 第55回 - 第61回 （2011年 - 2017年） | 第62回 - 第66回 （2018年 - 2022年） | 第62回 - 第66回 （2018年 - 2022年） | 第67回 （2023年） | 第67回 （2023年） | 第68回 （2024年） | 第68回 （2024年） | 第69回 - （2025年 - ） | 第69回 - （2025年 - ） |
| -------- | ----------------------------------- | ----------------------------------- | ----------------------------------- | ----------------------------------- | ----------------------------------- | ----------------------------------- | ----------------------------------- | ----------------------------------- | ----------------- | ----------------- | ----------------- | ----------------- | ---------------------- | ---------------------- |
| 全長距離 | 100.0 km                            | 100.0 km                            | 100.0 km                            | 100.0 km                            | 100.0 km                            | 100.0 km                            | 100.0 km                            | 100.0 km                            | 100.0 km          | 100.0 km          | 100.0 km          | 100.0 km          | 100.0 km               | 100.0 km               |
| 1区      | 12.3 km                             | 県庁前⇒高崎                         | 12.3 km                             | 県庁前⇒高崎                         | 12.3 km                             | 県庁前⇒高崎                         | 12.3 km                             | 県庁前⇒高崎                         | 12.3 km           | 県庁前⇒高崎       | 12.3 km           | 県庁前⇒高崎       | 12.3 km                | 県庁前⇒高崎            |
| 2区      | 22.0 km                             | 高崎⇒伊勢崎                         | 08.3 km                             | 高崎⇒公田                           | 08.3 km                             | 高崎⇒公田                           | 08.3 km                             | 高崎⇒公田                           | 08.3 km           | 高崎⇒公田         | 21.9 km           | 高崎⇒伊勢崎       | 21.9 km                | 高崎⇒伊勢崎            |
| 3区      | 11.8 km                             | 伊勢崎⇒尾島                         | 13.7 km                             | 公田⇒伊勢崎                         | 13.6 km                             | 公田⇒伊勢崎                         | 13.6 km                             | 公田⇒伊勢崎                         | 13.6 km           | 公田⇒伊勢崎       | 15.4 km           | 伊勢崎⇒尾島       | 15.3 km                | 伊勢崎⇒尾島            |
| 4区      | 10.5 km                             | 尾島⇒太田                           | 22.3 km                             | 伊勢崎⇒太田                         | 22.0 km                             | 伊勢崎⇒太田                         | 22.4 km                             | 伊勢崎⇒太田                         | 22.4 km           | 伊勢崎⇒太田       | 07.8 km           | 尾島⇒太田         | 07.6 km                | 尾島⇒太田              |
| 5区      | 15.9 km                             | 太田⇒桐生                           | 15.9 km                             | 太田⇒桐生                           | 15.8 km                             | 太田⇒桐生                           | 15.8 km                             | 太田⇒桐生                           | 15.8 km           | 太田⇒桐生         | 15.8 km           | 太田⇒桐生         | 15.9 km                | 太田⇒桐生              |
| 6区      | 11.8 km                             | 桐生⇒赤堀                           | 11.8 km                             | 桐生⇒西久保                         | 12.5 km                             | 桐生⇒西久保                         | 12.1 km                             | 桐生⇒西久保                         | 11.9 km           | 桐生⇒西久保       | 11.2 km           | 桐生⇒西久保       | 11.4 km                | 桐生⇒西久保            |
| 7区      | 15.7 km                             | 赤堀⇒県庁前                         | 15.7 km                             | 西久保⇒県庁前                       | 15.5 km                             | 西久保⇒県庁前                       | 15.5 km                             | 西久保⇒県庁前                       | 15.7 km           | 西久保⇒県庁前     | 15.6 km           | 西久保⇒県庁前     | 15.6 km                | 西久保⇒県庁前          |

### 第68回（2024年）以降

#### 1区 (12.3km) 県庁前⇒高崎
- 群馬県庁（前橋市大手町）→高崎中継所（高崎市高松町、高崎市役所前）
- 群馬県庁（スタート）→（群馬大橋）→（関越道・前橋IC）→（高崎市小八木町）→（上越新幹線・北陸新幹線高架）→（高崎市上並榎町） →高崎中継所
  - 大歓声に包まれながら、午前9時15分（JST）にスタート。群馬県庁前をスタートし通称高前バイパスに入り、高崎へ向かう。
  - 国道17号 高崎前橋バイパスは道幅が県内では数少ない片側3車線であり、全体を通してフラットなため、中継所まで団子状態となることが多い。途中、選手走路右側に高崎観音（白衣大観音）を望むことができる。
  - 年明け最初の日本一を決める本大会の中でも最初の区間であることから新春の1区と呼ばれている。

| 現行区間（2001年第45回大会以降）記録10傑            | 現行区間（2001年第45回大会以降）記録10傑 | 現行区間（2001年第45回大会以降）記録10傑 | 現行区間（2001年第45回大会以降）記録10傑 | 現行区間（2001年第45回大会以降）記録10傑 | 現行区間（2001年第45回大会以降）記録10傑 |
| 位                                                  | タイム                                   | 氏名                                     | 所属                                     | 地区                                     | 年次・順位                               |
| --------------------------------------------------- | ---------------------------------------- | ---------------------------------------- | ---------------------------------------- | ---------------------------------------- | ---------------------------------------- |
| 1                                                   | 34分16秒                                 | マーティン・イルング・マサシ             | スズキ                                   | 中部                                     | 2007年・区間賞                           |
| 2                                                   | 34分21秒                                 | ジェームス・ムワンギ                     | NTN                                      | 中部                                     | 2007年・区間2位                          |
| -                                                   | 34分23秒                                 | マーティン・イルング・マサシ             | スズキ                                   | 中部                                     | 2004年・区間賞                           |
| 3                                                   | 34分24秒                                 | ダニエル・ムチュヌ・ムワンギ             | JAL AGS                                  | 東日本                                   | 2005年・区間賞 2006年・区間賞            |
| 4                                                   | 34分25秒                                 | ジュリアス・ギタヒ                       | 日清食品                                 | 東日本                                   | 2002年・区間賞                           |
| 4                                                   | 34分25秒                                 | 太田崇                                   | コニカミノルタ                           | 東日本                                   | 2006年・区間2位                          |
| 4                                                   | 34分25秒                                 | ウィリー・キルイ・キプトゥー             | 愛三工業                                 | 中部                                     | 2006年・区間3位                          |
| 7                                                   | 34分29秒                                 | 長嶋幸宝                                 | 旭化成                                   | 九州                                     | 2025年・区間賞                           |
| 8                                                   | 34分30秒                                 | 中村大聖                                 | ヤクルト                                 | 東日本                                   | 2025年・区間2位                          |
| 9                                                   | 34分31秒                                 | 三浦龍司                                 | SUBARU                                   | 東日本                                   | 2025年・区間3位                          |
| 9                                                   | 34分31秒                                 | 吉田祐也                                 | GMOインターネットグループ                | 東日本                                   | 2025年・区間4位                          |
| 日本人選手 現行区間（2001年第45回大会以降）記録10傑 |                                          |                                          |                                          |                                          |                                          |
| 位                                                  | タイム                                   | 氏名                                     | 所属                                     | 地区                                     | 年次・順位                               |
| 1                                                   | 34分25秒                                 | 太田崇                                   | コニカミノルタ                           | 東日本                                   | 2006年・区間2位                          |
| 2                                                   | 34分29秒                                 | 長嶋幸宝                                 | 旭化成                                   | 九州                                     | 2025年・区間賞                           |
| 3                                                   | 34分30秒                                 | 中村大聖                                 | ヤクルト                                 | 東日本                                   | 2025年・区間2位                          |
| 4                                                   | 34分31秒                                 | 三浦龍司                                 | SUBARU                                   | 東日本                                   | 2025年・区間3位                          |
| 4                                                   | 34分31秒                                 | 吉田祐也                                 | GMOインターネットグループ                | 東日本                                   | 2025年・区間4位                          |
| 6                                                   | 34分32秒                                 | 西脇翔太                                 | JR東日本                                 | 東日本                                   | 2025年・区間5位                          |
| 6                                                   | 34分32秒                                 | 塩澤稀夕                                 | 富士通                                   | 東日本                                   | 2025年・区間6位                          |
| 8                                                   | 34分33秒                                 | 山谷昌也                                 | ロジスティード                           | 東日本                                   | 2025年・区間7位                          |
| 8                                                   | 34分33秒                                 | 遠藤日向                                 | 住友電工                                 | 関西                                     | 2025年・区間8位                          |
| 10                                                  | 34分34秒                                 | 森凪也                                   | Honda                                    | 東日本                                   | 2025年・区間9位                          |

#### 2区 (21.9km) 高崎⇒伊勢崎
- 高崎中継所→伊勢崎中継所（伊勢崎市今泉町、伊勢崎市役所（本庁舎）前）
- 高崎中継所→（関越自動車道高崎IC）→（前橋市東善町交差点）→（玉村町上福島十字路）→（伊勢崎市連取町十字路）→伊勢崎中継所
  - 第52回（2008年）までの2区とほぼ同じコースを走る最長区間。全体を通して下り坂で、例年ならば追い風が見込めるため、毎年好記録が期待できる区間である。
  - 全区間中最長、かつエース級の選手が投入されることから花の2区と呼ばれている。

| 現行区間（2024年第68回大会以降）記録10傑 | 現行区間（2024年第68回大会以降）記録10傑 | 現行区間（2024年第68回大会以降）記録10傑 | 現行区間（2024年第68回大会以降）記録10傑 | 現行区間（2024年第68回大会以降）記録10傑 | 現行区間（2024年第68回大会以降）記録10傑 |
| 位                                       | タイム                                   | 氏名                                     | 所属                                     | 地区                                     | 年次・順位                               |
| ---------------------------------------- | ---------------------------------------- | ---------------------------------------- | ---------------------------------------- | ---------------------------------------- | ---------------------------------------- |
| 1                                        | 1時間01分40秒                            | 太田智樹                                 | トヨタ自動車                             | 中部                                     | 2024年・区間賞                           |
| 2                                        | 1時間01分48秒                            | 池田耀平                                 | Kao                                      | 東日本                                   | 2025年・区間賞                           |
| 3                                        | 1時間02分03秒                            | 今江勇人                                 | GMOインターネットグループ                | 東日本                                   | 2025年・区間2位                          |
| 3                                        | 1時間02分03秒                            | 鈴木芽吹                                 | トヨタ自動車                             | 中部                                     | 2025年・区間2位                          |
| -                                        | 1時間02分06秒                            | 池田耀平                                 | Kao                                      | 東日本                                   | 2024年・区間2位                          |
| 5                                        | 1時間02分19秒                            | 古賀淳紫                                 | 安川電機                                 | 九州                                     | 2025年・区間4位                          |
| 6                                        | 1時間02分22秒                            | 中山顕                                   | Honda                                    | 東日本                                   | 2024年・区間3位                          |
| 6                                        | 1時間02分22秒                            | 菊地駿弥                                 | 中国電力                                 | 中国                                     | 2024年・区間3位                          |
| 8                                        | 1時間02分23秒                            | 近藤幸太郎                               | SGホールディングス                       | 関西                                     | 2024年・区間5位                          |
| -                                        | 1時間02分23秒                            | 菊地駿弥                                 | 中国電力                                 | 中国                                     | 2025年・区間5位                          |
| 9                                        | 1時間02分34秒                            | 茂木圭次郎                               | 旭化成                                   | 九州                                     | 2025年・区間6位                          |
| 10                                       | 1時間02分36秒                            | 小山直城                                 | Honda                                    | 東日本                                   | 2025年・区間7位                          |

#### 3区 (15.3km) 伊勢崎⇒尾島
- 伊勢崎中継所→尾島中継所（太田市岩松町、三菱電機群馬工場前）
- 伊勢崎中継所→（伊勢崎市境木島）→（東武伊勢崎線跨線橋）→（伊勢崎市境東）→（太田市世良田町）→尾島中継所
  - 第67回（2023年）までの4区に相当する区間を新たに2つの区間に分けたコースとなっているが、第52回（2008年）までの3区とも異なるコースとなっている。
  - この区間も2区同様に下り坂主体。また、剛志駅を越えた先から伊勢崎市境木島付近まで蛇行した道が続く。
  - 2024年は15.4kmで施行していた。
  - 緩やかな下りと追い風が続くコースという特徴からスピードランナーが集うことが多く、順位が目まぐるしく入れ替わることから変動の3区と呼ばれている。

| 現行区間（2025年第69回大会以降）記録10傑 | 現行区間（2025年第69回大会以降）記録10傑 | 現行区間（2025年第69回大会以降）記録10傑 | 現行区間（2025年第69回大会以降）記録10傑 | 現行区間（2025年第69回大会以降）記録10傑 | 現行区間（2025年第69回大会以降）記録10傑 |
| 位                                       | タイム                                   | 氏名                                     | 所属                                     | 地区                                     | 年次・順位                               |
| ---------------------------------------- | ---------------------------------------- | ---------------------------------------- | ---------------------------------------- | ---------------------------------------- | ---------------------------------------- |
| 1                                        | 42分58秒                                 | 田村和希                                 | 住友電工                                 | 関西                                     | 2025年・区間賞                           |
| 2                                        | 43分00秒                                 | 葛西潤                                   | 旭化成                                   | 九州                                     | 2025年・区間2位                          |
| 3                                        | 43分08秒                                 | 太田智樹                                 | トヨタ自動車                             | 中部                                     | 2025年・区間3位                          |
| 4                                        | 43分38秒                                 | 井上大仁                                 | 三菱重工                                 | 九州                                     | 2025年・区間4位                          |
| 5                                        | 43分40秒                                 | 藤本珠輝                                 | ロジスティード                           | 東日本                                   | 2025年・区間5位                          |
| 6                                        | 43分41秒                                 | 上野裕一郎                               | ひらまつ病院                             | 九州                                     | 2025年・区間6位                          |
| 7                                        | 43分18秒                                 | 漆畑瑠人                                 | 安川電機                                 | 九州                                     | 2025年・区間7位                          |
| 8                                        | 43分52秒                                 | 伊藤達彦                                 | Honda                                    | 東日本                                   | 2025年・区間8位                          |
| 9                                        | 43分53秒                                 | 山本唯翔                                 | SUBARU                                   | 東日本                                   | 2025年・区間9位                          |
| 9                                        | 43分53秒                                 | 関口絢太                                 | SGホールディングス                       | 関西                                     | 2025年・区間9位                          |

#### 4区 (7.6km) 尾島⇒太田
- 尾島中継所→太田中継所（太田市浜町、太田市役所（本庁舎）前）
- 尾島中継所→（石田川）→（太田市高林交差点）→太田中継所
  - 全区間中最も短い区間。第67回（2023年）までの4区に相当する区間を新たに2つの区間に分けたコースとなっているが、第52回（2008年）までの4区とも異なるコースとなっている。高林交差点を左折し、国道407号に入ってから太田中継所までの約3.5kmは緩やかな上り坂となり、向かい風の影響が出ることもある。
  - 2024年は7.8kmで施行していた。
  - この区間は「インターナショナル区間」と呼ばれ全区間で唯一、外国人選手の登録が可能である。外国人選手を擁さないチームは、この区間でいかに耐えるかがカギとなる。
  - 上記の理由により高速レースになることから高速の4区と呼ばれている。

| 現行区間（2025年第69回大会以降）記録10傑            | 現行区間（2025年第69回大会以降）記録10傑 | 現行区間（2025年第69回大会以降）記録10傑 | 現行区間（2025年第69回大会以降）記録10傑 | 現行区間（2025年第69回大会以降）記録10傑 | 現行区間（2025年第69回大会以降）記録10傑 |
| 位                                                  | タイム                                   | 氏名                                     | 所属                                     | 地区                                     | 年次・順位                               |
| --------------------------------------------------- | ---------------------------------------- | ---------------------------------------- | ---------------------------------------- | ---------------------------------------- | ---------------------------------------- |
| 1                                                   | 20分37秒                                 | イェゴン・ヴィンセント                   | Honda                                    | 東日本                                   | 2025年・区間賞                           |
| 2                                                   | 20分44秒                                 | サムウェル・マサイ                       | Kao                                      | 東日本                                   | 2025年・区間2位                          |
| 3                                                   | 20分47秒                                 | ジャコブ・クロップ                       | GMOインターネットグループ                | 東日本                                   | 2025年・区間3位                          |
| 4                                                   | 20分48秒                                 | キプロノ・シトニック                     | 黒崎播磨                                 | 九州                                     | 2025年・区間4位                          |
| 5                                                   | 20分55秒                                 | ラファエル・ダパッシュ                   | JR東日本                                 | 東日本                                   | 2025年・区間5位                          |
| 6                                                   | 20分58秒                                 | サムエル キバティ                        | トヨタ自動車                             | 中部                                     | 2025年・区間6位                          |
| 7                                                   | 20分59秒                                 | イマニエル・マル                         | トヨタ紡織                               | 中部                                     | 2025年・区間7位                          |
| 8                                                   | 21分01秒                                 | ギデオン・ロノ                           | ロジスティード                           | 東日本                                   | 2025年・区間8位                          |
| 9                                                   | 21分05秒                                 | スタンネリー・ワイザカ                   | ヤクルト                                 | 東日本                                   | 2025年・区間9位                          |
| 9                                                   | 21分05秒                                 | ギルバート・キプロティッチ               | サンベルクス                             | 東日本                                   | 2025年・区間9位                          |
| 日本人選手 現行区間（2025年第69回大会以降）記録10傑 |                                          |                                          |                                          |                                          |                                          |
| 位                                                  | タイム                                   | 氏名                                     | 所属                                     | 地区                                     | 年次・順位                               |
| 1                                                   | 21分09秒                                 | 砂岡拓磨                                 | 住友電工                                 | 関西                                     | 2025年・区間11位                         |
| 2                                                   | 21分58秒                                 | 山田泰史                                 | 愛知製鋼                                 | 中部                                     | 2025年・区間28位                         |
| 3                                                   | 22分11秒                                 | 小森稜太                                 | NTN                                      | 中部                                     | 2025年・区間31位                         |
| 4                                                   | 22分20秒                                 | 東優汰                                   | 中電工                                   | 中国                                     | 2025年・区間33位                         |
| 5                                                   | 22分24秒                                 | 中村友哉                                 | 大阪ガス                                 | 関西                                     | 2025年・区間34位                         |
| 6                                                   | 22分26秒                                 | 河村一輝                                 | トーエネック                             | 中部                                     | 2025年・区間35位                         |
| 7                                                   | 22分35秒                                 | 松本葵                                   | 大塚製薬                                 | 関西                                     | 2025年・区間36位                         |
| 8                                                   | 23分10秒                                 | 仲山大輝                                 | 武田薬品                                 | 中国                                     | 2025年・区間37位                         |

#### 5区 (15.9km) 太田⇒桐生
- 太田中継所→桐生中継所（桐生市織姫町、桐生市役所（本庁舎））
- 太田中継所 →（太田市東本町十字路）→（太田市熊野町交差点）→（太田市追分）→（太田市丸山町）→（桐生市広沢町（松原橋））→（桐生市境野町）→ （桐生市錦町十字路）→ 桐生中継所
  - 「マラソンよりきつい」といわれるこの区間には、太田市追分Y字路より群馬県道316号太田桐生線に入り、太田市と桐生市の市境付近でだらだらと上る上り坂が待ち構えている。その高低差66mもさることながら、赤城おろしと呼ばれる向かい風が吹くと過酷さはさらに増す。
  - その一方で、「逆転の5区」の言われ方もされるこの区間はコース変更後幾多の逆転劇を生み出す場所でもある。2区から4区にかけてつかみきれなかった流れを巻き返せる区間。
  - 2009年の区間変更以前は旧2区同様、外国人選手の登録が禁止されていた。
  - 2011年までは表示距離が15.9kmであった。それ以降は2024年まで15.8kmだったものの、2025年のコース変更時に再び15.9kmに戻った。
  - 全体的に上りかつ向かい風が吹き、マラソンよりも過酷であることから試練の5区と呼ばれている。

| 現行区間（2025年第69回大会以降）記録10傑 | 現行区間（2025年第69回大会以降）記録10傑 | 現行区間（2025年第69回大会以降）記録10傑 | 現行区間（2025年第69回大会以降）記録10傑 | 現行区間（2025年第69回大会以降）記録10傑 | 現行区間（2025年第69回大会以降）記録10傑 |
| 位                                       | タイム                                   | 氏名                                     | 所属                                     | 地区                                     | 年次・順位                               |
| ---------------------------------------- | ---------------------------------------- | ---------------------------------------- | ---------------------------------------- | ---------------------------------------- | ---------------------------------------- |
| 1                                        | 46分36秒                                 | 青木涼真                                 | Honda                                    | 東日本                                   | 2025年・区間賞                           |
| 2                                        | 47分08秒                                 | 大六野秀畝                               | 旭化成                                   | 九州                                     | 2025年・区間2位                          |
| 3                                        | 47分52秒                                 | 定方俊樹                                 | 三菱重工                                 | 九州                                     | 2025年・区間3位                          |
| 4                                        | 47分56秒                                 | 横手健                                   | 富士通                                   | 東日本                                   | 2025年・区間4位                          |
| 5                                        | 47分58秒                                 | 池田勘汰                                 | 中国電力                                 | 中国                                     | 2025年・区間5位                          |
| 6                                        | 48分03秒                                 | 西澤侑真                                 | トヨタ紡織                               | 中部                                     | 2025年・区間6位                          |
| 7                                        | 48分06秒                                 | 市山翼                                   | サンベルクス                             | 東日本                                   | 2025年・区間7位                          |
| 8                                        | 48分16秒                                 | 合田椋                                   | 安川電機                                 | 九州                                     | 2025年・区間8位                          |
| 9                                        | 48分18秒                                 | 口町亮                                   | SUBARU                                   | 東日本                                   | 2025年・区間9位                          |
| 10                                       | 48分19秒                                 | 西山雄介                                 | トヨタ自動車                             | 中部                                     | 2025年・区間10位                         |

#### 6区 (11.4km) 桐生⇒西久保
- 桐生中継所→西久保中継所（伊勢崎市西久保町、伊勢崎市立赤堀小学校前）
- 桐生中継所→（渡良瀬川・錦桜橋）→（桐生競艇場）→（みどり市笠懸町阿左美）（みどり市役所前）→ （伊勢崎市間野谷町）→（伊勢崎市曲沢町）→ 西久保中継所
  - 最終・西久保中継所でのタスキ渡しも見もの。ちなみに先頭通過から高崎、公田町、伊勢崎中継所が10分、太田中継所が12分、桐生、西久保中継所が15分経過すると繰り上げスタートとなる。
  - 2024年は11.2kmで施行していた。
  - 距離は他の区間ほど長くないものの、コースの途中に曲がり角や坂がある影響で走りにくいため、各チームの監督がこの区間を任せるメンバーの選出に悩みがちである。
  - この区間で区間賞を獲得したチームが優勝することが多いため、勝負の6区と呼ばれている。

| 現行区間（2025年第69回大会以降）記録10傑 | 現行区間（2025年第69回大会以降）記録10傑 | 現行区間（2025年第69回大会以降）記録10傑 | 現行区間（2025年第69回大会以降）記録10傑 | 現行区間（2025年第69回大会以降）記録10傑 | 現行区間（2025年第69回大会以降）記録10傑 |
| 位                                       | タイム                                   | 氏名                                     | 所属                                     | 地区                                     | 年次・順位                               |
| ---------------------------------------- | ---------------------------------------- | ---------------------------------------- | ---------------------------------------- | ---------------------------------------- | ---------------------------------------- |
| 1                                        | 32分50秒                                 | 嶋津雄大                                 | GMOインターネットグループ                | 東日本                                   | 2025年・区間賞                           |
| 2                                        | 33分10秒                                 | 湯浅仁                                   | トヨタ自動車                             | 中部                                     | 2025年・区間2位                          |
| 3                                        | 33分13秒                                 | 久保田徹                                 | Honda                                    | 東日本                                   | 2025年・区間3位                          |
| 4                                        | 33分15秒                                 | 齋藤椋                                   | 旭化成                                   | 九州                                     | 2025年・区間4位                          |
| 5                                        | 33分22秒                                 | 浦野雄平                                 | 富士通                                   | 東日本                                   | 2025年・区間5位                          |
| 6                                        | 33分34秒                                 | 佐藤俊輔                                 | 安川電機                                 | 九州                                     | 2025年・区間6位                          |
| 7                                        | 33分43秒                                 | 的野遼大                                 | 三菱重工                                 | 九州                                     | 2025年・区間7位                          |
| 8                                        | 33分45秒                                 | 西川雄一朗                               | 住友電工                                 | 関西                                     | 2025年・区間8位                          |
| 9                                        | 33分49秒                                 | 作田将希                                 | JR東日本                                 | 東日本                                   | 2025年・区間9位                          |
| 10                                       | 33分56秒                                 | 髙木登志夫                               | サンベルクス                             | 東日本                                   | 2025年・区間10位                         |

#### 7区 (15.6km) 西久保⇒県庁前
- 西久保中継所→群馬県庁（前橋市大手町）
- 西久保中継所 →（伊勢崎市赤堀今井町）→（前橋市今井町立体交差）→（前橋市小島田町交差点）→（前橋市天川大島町交差点）→（前橋市本町二丁目交差点） → 群馬県庁（ゴール）
  - 最後の群馬県庁前のゴールテープまで、コースは至って平坦。レースが競った場合は、壮絶なアンカー対決が期待できる。
  - 最終区間であり、かつ日本一のチームが決まることから栄光の7区と呼ばれている。

| 現行区間（2024年第68回大会以降）記録10傑 | 現行区間（2024年第68回大会以降）記録10傑 | 現行区間（2024年第68回大会以降）記録10傑 | 現行区間（2024年第68回大会以降）記録10傑 | 現行区間（2024年第68回大会以降）記録10傑 | 現行区間（2024年第68回大会以降）記録10傑 |
| 位                                       | タイム                                   | 氏名                                     | 所属                                     | 地区                                     | 年次・順位                               |
| ---------------------------------------- | ---------------------------------------- | ---------------------------------------- | ---------------------------------------- | ---------------------------------------- | ---------------------------------------- |
| 1                                        | 45分52秒                                 | 井川龍人                                 | 旭化成                                   | 九州                                     | 2025年・区間賞                           |
| 2                                        | 46分12秒                                 | 中山顕                                   | Honda                                    | 東日本                                   | 2025年・区間2位                          |
| 3                                        | 46分16秒                                 | 田中秀幸                                 | トヨタ自動車                             | 中部                                     | 2025年・区間3位                          |
| 4                                        | 46分18秒                                 | 並木寧音                                 | SUBARU                                   | 東日本                                   | 2025年・区間4位                          |
| 5                                        | 46分36秒                                 | 米井翔也                                 | JR東日本                                 | 東日本                                   | 2025年・区間5位                          |
| 6                                        | 46分48秒                                 | 永山博基                                 | 住友電工                                 | 関西                                     | 2025年・区間6位                          |
| 7                                        | 47分04秒                                 | 富田峻平                                 | ロジスティード                           | 東日本                                   | 2025年・区間7位                          |
| 8                                        | 47分06秒                                 | 小野寺悠                                 | トヨタ紡織                               | 中部                                     | 2025年・区間8位                          |
| 9                                        | 47分08秒                                 | 村山紘太                                 | GMOインターネットグループ                | 東日本                                   | 2025年・区間9位                          |
| 10                                       | 47分11秒                                 | 松枝博輝                                 | 富士通                                   | 東日本                                   | 2025年・区間10位                         |
| 10                                       | 47分11秒                                 | 天野誠也                                 | 九電工                                   | 九州                                     | 2025年・区間10位                         |

### 第67回（2023年）まで

#### 2区 (8.3km) 高崎⇒公田
- 高崎中継所→公田中継所（前橋市公田町（くでんまち）、登利平前）
- 高崎市役所 →（高崎市末広町）→（上越線・信越本線高架）→（関越道・高崎IC）→（昭和大橋）→公田中継所
  - 第53回（2009年）から変更となった区間であり、7区間中最短距離を走行する。第52回（2008年）までの2区に相当する区間を新たに2つの区間に分けたコースとなっている。
  - この区間は「インターナショナル区間」と呼ばれ全区間で唯一、外国人選手の登録が可能である。ちなみに導入初回となった第53回（2009年）では約半数のチームが外国人選手を登録し、区間順位上位半分を全て占めた。外国人選手を登録するチームは年々増加の傾向にあり、第61回（2017年）では出場37チーム中30チームが外国人選手を登録した。外国人選手を擁さないチームは、この区間でいかに耐えるかがカギとなる。
  - 上記の理由により高速レースになることから高速の2区と呼ばれている[注 6]。

| 2009年第53回大会～2023年第67回大会 記録10傑            | 2009年第53回大会～2023年第67回大会 記録10傑 | 2009年第53回大会～2023年第67回大会 記録10傑 | 2009年第53回大会～2023年第67回大会 記録10傑 | 2009年第53回大会～2023年第67回大会 記録10傑 | 2009年第53回大会～2023年第67回大会 記録10傑 |
| 位                                                     | タイム                                      | 氏名                                        | 所属                                        | 地区                                        | 年次・順位                                  |
| ------------------------------------------------------ | ------------------------------------------- | ------------------------------------------- | ------------------------------------------- | ------------------------------------------- | ------------------------------------------- |
| 1                                                      | 21分53秒                                    | ベナード・コエチ                            | 九電工                                      | 九州                                        | 2021年・区間賞                              |
| 2                                                      | 21分54秒                                    | ジョセファト・ダビリ                        | 小森コーポレーション                        | 東日本                                      | 2009年・区間賞                              |
| 2                                                      | 21分54秒                                    | スタンネリー・ワイザカ                      | ヤクルト                                    | 東日本                                      | 2021年・区間2位                             |
| -                                                      | 21分54秒                                    | ベナード・コエチ                            | 九電工                                      | 九州                                        | 2023年・区間賞                              |
| -                                                      | 21分55秒                                    | ベナード・コエチ                            | 九電工                                      | 九州                                        | 2020年・区間賞                              |
| 4                                                      | 21分59秒                                    | キプランガット・ベンソン                    | SUBARU                                      | 東日本                                      | 2023年・区間2位                             |
| 5                                                      | 22分00秒                                    | エマヌエル・キプラガット                    | 三菱重工                                    | 九州                                        | 2023年・区間3位                             |
| 6                                                      | 22分01秒                                    | ビダン・カロキ                              | DeNA                                        | 東日本                                      | 2017年・区間賞                              |
| 7                                                      | 22分02秒                                    | ガトゥニ・ゲディオン                        | 日清食品グループ                            | 東日本                                      | 2009年・区間2位                             |
| 7                                                      | 22分02秒                                    | ヤコブ・ジャルソ                            | Honda                                       | 東日本                                      | 2009年・区間2位                             |
| 7                                                      | 22分02秒                                    | ポール・タヌイ                              | 九電工                                      | 九州                                        | 2010年・区間賞                              |
| 10                                                     | 22分03秒                                    | リチャード・キムニャン                      | 日立物流                                    | 東日本                                      | 2021年・区間3位                             |
| 日本人選手 2009年第53回大会～2023年第67回大会 記録10傑 |                                             |                                             |                                             |                                             |                                             |
| 位                                                     | タイム                                      | 氏名                                        | 所属                                        | 地区                                        | 年次・順位                                  |
| 1                                                      | 23分01秒                                    | 遠藤日向                                    | 住友電工                                    | 関西                                        | 2022年・区間18位                            |
| 1                                                      | 23分01秒                                    | 河村一輝                                    | トーエネック                                | 中部                                        | 2022年・区間18位                            |
| 3                                                      | 23分20秒                                    | 八木勇樹                                    | 旭化成                                      | 九州                                        | 2014年・区間18位                            |
| 4                                                      | 23分21秒                                    | 堀尾謙介                                    | トヨタ自動車                                | 中部                                        | 2022年・区間25位                            |
| 5                                                      | 23分22秒                                    | 小畑昌之                                    | 安川電機                                    | 九州                                        | 2010年・区間19位                            |
| 5                                                      | 23分22秒                                    | 西川雄一朗                                  | 住友電工                                    | 関西                                        | 2023年・区間31位                            |
| 7                                                      | 23分23秒                                    | 鎧坂哲哉                                    | 旭化成                                      | 九州                                        | 2017年・区間25位                            |
| -                                                      | 23分24秒                                    | 西川雄一朗                                  | 住友電工                                    | 関西                                        | 2021年・区間29位                            |
| -                                                      | 23分24秒                                    | 河村一輝                                    | トーエネック                                | 中部                                        | 2021年・区間29位                            |
| 8                                                      | 23分25秒                                    | 山崎亮平                                    | 中国電力                                    | 中国                                        | 2015年・区間15位                            |
| 9                                                      | 23分26秒                                    | 山岡雅義                                    | 大塚製薬                                    | 関西                                        | 2010年・区間20位                            |
| 10                                                     | 23分27秒                                    | 白石賢一                                    | 旭化成                                      | 九州                                        | 2011年・区間19位                            |

#### 3区 (13.6km) 公田⇒伊勢崎
- 公田中継所→伊勢崎中継所（伊勢崎市今泉町、伊勢崎市役所（本庁舎））
- 公田町中継所 →（前橋市亀里町交差点）→（前橋市東善町交差点）→（北関東自動車道高架）→（玉村町上福島交差点）→（伊勢崎市田中町十字路）→（伊勢崎市連取町十字路）→ 伊勢崎中継所
  - 第53回（2009年）から変更となった区間である。第52回（2008年）までの2区に相当する区間を新たに2つの区間に分けたコースとなっている。
  - 2011年までは表示距離が13.7kmであった。
  - 外国人選手が走ることはないが、緩やかな下りと追い風が続くコースという特徴からスピードランナーが集うことが多く、順位が目まぐるしく入れ替わることから変動の3区と呼ばれている。

| 2009年第53回大会～2023年第67回大会 記録10傑 | 2009年第53回大会～2023年第67回大会 記録10傑 | 2009年第53回大会～2023年第67回大会 記録10傑 | 2009年第53回大会～2023年第67回大会 記録10傑 | 2009年第53回大会～2023年第67回大会 記録10傑 | 2009年第53回大会～2023年第67回大会 記録10傑 |
| 位                                          | タイム                                      | 氏名                                        | 所属                                        | 地区                                        | 年次・順位                                  |
| ------------------------------------------- | ------------------------------------------- | ------------------------------------------- | ------------------------------------------- | ------------------------------------------- | ------------------------------------------- |
| 1                                           | 37分09秒                                    | 相澤晃                                      | 旭化成                                      | 九州                                        | 2022年・区間賞                              |
| 2                                           | 37分16秒                                    | 太田智樹                                    | トヨタ自動車                                | 中部                                        | 2022年・区間2位                             |
| 3                                           | 37分17秒                                    | 林田洋翔                                    | 三菱重工                                    | 九州                                        | 2022年・区間3位                             |
| 4                                           | 37分21秒                                    | 田村友佑                                    | 黒崎播磨                                    | 九州                                        | 2022年・区間4位                             |
| 5                                           | 37分22秒                                    | 小林歩                                      | NTT西日本                                   | 関西                                        | 2022年・区間5位                             |
| 6                                           | 37分34秒                                    | 潰滝大記                                    | 富士通                                      | 東日本                                      | 2022年・区間6位                             |
| 7                                           | 37分36秒                                    | 難波天                                      | トーエネック                                | 中部                                        | 2022年・区間7位                             |
| 8                                           | 37分39秒                                    | 西山雄介                                    | トヨタ自動車                                | 中部                                        | 2020年・区間賞                              |
| 8                                           | 37分39秒                                    | 田村和希                                    | 住友電工                                    | 関西                                        | 2021年・区間賞                              |
| 10                                          | 37分40秒                                    | 小山直城                                    | Honda                                       | 東日本                                      | 2022年・区間8位                             |

#### 4区 (22.4km) 伊勢崎⇒太田
- 伊勢崎中継所→太田中継所（太田市浜町、太田市役所（本庁舎））
- 伊勢崎市役所 →（伊勢崎市境保泉）→（伊勢崎市境木島）→（東武伊勢崎線踏切）→（伊勢崎市境萩原）→（太田市世良田町）→（太田市尾島庁舎）→（太田市尾島一丁目交差点）→（太田市高林交差点）→（太田市飯塚町交差点）→太田中継所
  - 第53回（2009年）から変更となった区間であり、7区間中最長距離を走行する。第52回（2008年）までの3区 (11.8 km) と4区 (10.5 km) に相当する区間を1つの区間にまとめたコースになっている。全体の中間点となる50kmのポイントはこの4区にある。2010年までは22.3 km、2012年から2017年までは22.0kmで施行。
  - 前半は緩やかな下り坂であるが、高林交差点を曲がってから太田中継所までの約3.5kmは緩やかな上り坂と向かい風で残り少ない選手の体力を奪う。
  - 全区間中最長、かつエース級の選手が投入されることから花の4区と呼ばれている。

| 2018年第62回大会～2023年第67回大会 記録10傑 | 2018年第62回大会～2023年第67回大会 記録10傑 | 2018年第62回大会～2023年第67回大会 記録10傑 | 2018年第62回大会～2023年第67回大会 記録10傑 | 2018年第62回大会～2023年第67回大会 記録10傑 | 2018年第62回大会～2023年第67回大会 記録10傑 |
| 位                                          | タイム                                      | 氏名                                        | 所属                                        | 地区                                        | 年次・順位                                  |
| ------------------------------------------- | ------------------------------------------- | ------------------------------------------- | ------------------------------------------- | ------------------------------------------- | ------------------------------------------- |
| 1                                           | 1時間03分43秒                               | 細谷恭平                                    | 黒崎播磨                                    | 九州                                        | 2022年・区間賞                              |
| 2                                           | 1時間03分54秒                               | 古賀淳紫                                    | 安川電機                                    | 九州                                        | 2022年・区間2位                             |
| 3                                           | 1時間03分57秒                               | 井上大仁                                    | MHPS                                        | 九州                                        | 2020年・区間賞                              |
| 4                                           | 1時間04分00秒                               | 佐藤悠基                                    | SGホールディングスグループ                  | 関西                                        | 2021年・区間賞                              |
| 5                                           | 1時間04分04秒                               | 池田耀平                                    | Kao                                         | 東日本                                      | 2023年・区間賞                              |
| 6                                           | 1時間04分12秒                               | 藤曲寛人                                    | トヨタ自動車九州                            | 九州                                        | 2022年・区間3位                             |
| -                                           | 1時間04分12秒                               | 井上大仁                                    | 三菱重工                                    | 九州                                        | 2022年・区間3位                             |
| 7                                           | 1時間04分14秒                               | 中村匠吾                                    | 富士通                                      | 東日本                                      | 2021年・区間2位                             |
| -                                           | 1時間04分14秒                               | 井上大仁                                    | 三菱重工                                    | 九州                                        | 2021年・区間2位                             |
| 8                                           | 1時間04分15秒                               | 伊藤達彦                                    | Honda                                       | 東日本                                      | 2022年・区間5位                             |
| 9                                           | 1時間04分19秒                               | 設楽悠太                                    | Honda                                       | 東日本                                      | 2018年・区間賞                              |
| 9                                           | 1時間04分19秒                               | 西山雄介                                    | トヨタ自動車                                | 中部                                        | 2022年・区間6位                             |

| 距離変更前（2009年第53回大会～2017年第61回大会）記録10傑 | 距離変更前（2009年第53回大会～2017年第61回大会）記録10傑 | 距離変更前（2009年第53回大会～2017年第61回大会）記録10傑 | 距離変更前（2009年第53回大会～2017年第61回大会）記録10傑 | 距離変更前（2009年第53回大会～2017年第61回大会）記録10傑 | 距離変更前（2009年第53回大会～2017年第61回大会）記録10傑 |
| 位                                                       | タイム                                                   | 氏名                                                     | 所属                                                     | 地区                                                     | 年次・順位                                               |
| -------------------------------------------------------- | -------------------------------------------------------- | -------------------------------------------------------- | -------------------------------------------------------- | -------------------------------------------------------- | -------------------------------------------------------- |
| 1                                                        | 1時間02分45秒                                            | 設楽悠太                                                 | Honda                                                    | 東日本                                                   | 2016年・区間賞                                           |
| -                                                        | 1時間02分47秒                                            | 設楽悠太                                                 | Honda                                                    | 東日本                                                   | 2015年・区間賞                                           |
| 2                                                        | 1時間02分50秒                                            | 今井正人                                                 | トヨタ自動車九州                                         | 九州                                                     | 2013年・区間賞                                           |
| 3                                                        | 1時間02分51秒                                            | 佐藤悠基                                                 | 日清食品グループ                                         | 東日本                                                   | 2012年・区間賞                                           |
| -                                                        | 1時間03分01秒                                            | 今井正人                                                 | トヨタ自動車九州                                         | 九州                                                     | 2015年・区間2位                                          |
| 4                                                        | 1時間03分03秒                                            | 窪田忍                                                   | トヨタ自動車                                             | 中部                                                     | 2015年・区間3位                                          |
| 5                                                        | 1時間03分04秒                                            | 秋葉啓太                                                 | 小森コーポレーション                                     | 東日本                                                   | 2009年・区間賞                                           |
| 6                                                        | 1時間03分06秒                                            | 市田孝                                                   | 旭化成                                                   | 九州                                                     | 2017年・区間賞                                           |
| -                                                        | 1時間03分07秒                                            | 今井正人                                                 | トヨタ自動車九州                                         | 九州                                                     | 2017年・区間2位                                          |
| -                                                        | 1時間03分09秒                                            | 窪田忍                                                   | トヨタ自動車                                             | 中部                                                     | 2016年・区間2位                                          |
| 7                                                        | 1時間03分11秒                                            | 佐藤敦之                                                 | 中国電力                                                 | 中国                                                     | 2010年・区間賞                                           |
| 8                                                        | 1時間03分14秒                                            | 井上大仁                                                 | 三菱日立パワーシステムズ長崎                             | 九州                                                     | 2017年・区間3位                                          |
| 9                                                        | 1時間03分15秒                                            | 横手健                                                   | 富士通                                                   | 東日本                                                   | 2017年・区間4位                                          |
| -                                                        | 1時間03分15秒                                            | 井上大仁                                                 | 三菱日立パワーシステムズ長崎                             | 九州                                                     | 2016年・区間3位                                          |
| 10                                                       | 1時間03分16秒                                            | 中尾勇生                                                 | トヨタ紡織                                               | 中部                                                     | 2009年・区間2位                                          |

#### 6区 (11.9km) 桐生⇒西久保
- 桐生中継所→西久保中継所（伊勢崎市西久保町、伊勢崎市立赤堀小学校前）
- 桐生中継所→（渡良瀬川・錦桜橋）※2010年までは（渡良瀬川・桐生大橋）→（桐生競艇場）→（みどり市笠懸町阿左美）（みどり市役所前）→ （伊勢崎市間野谷町）→（伊勢崎市曲沢町）→ 西久保中継所
  - 2011年よりルート、距離を大幅変更。錦桜橋を渡り、広沢町一丁目から国道122号に入り、相生町一丁目十字路を左折。群馬県道68号桐生伊勢崎線（片側2車線区間）から桐生競艇場をほぼ半周するルートとなる。2010年までは11.8 km、2011年から2017年までは12.5 km、2018年から2022年までは12.1 kmで施行。
  - みどり市笠懸町阿左美から国道50号に入り岩宿まで30mほど上った後、中継所まで下り坂となる。直角カーブも多く、ペースを乱しやすい区間。
  - 最終・西久保中継所でのタスキ渡しも見もの。ちなみに先頭通過から高崎、公田町、伊勢崎中継所が10分、太田中継所が12分、桐生、西久保中継所が15分経過すると繰り上げスタートとなる（中継所名が2009年より西久保中継所に変更となった）。2023年大会では初めて全チームが1本のタスキを繋げることができた。
  - 2022年まではJA赤堀町前が中継所であったが同年10月に移転したため、2023年からは伊勢崎市立赤堀小学校前が中継所となる。
  - 距離は他の区間ほど長くないものの、コースの途中に曲がり角や坂がある影響で走りにくいため、各チームの監督がこの区間を任せるメンバーの選出に悩みがちである。このような傾向から2021年までは戦略の6区と呼ばれていたが、2013年から2021年まで区間賞を獲得したチームが9大会連続で優勝したため、2022年大会の開催に際しては勝負の6区と銘打たれている。その2022年には、3位でタスキを受けたHondaの中山顕が区間賞を獲得。結果、Hondaは中山の好走で首位に浮上した末に初優勝を成し遂げたため、6区の区間賞獲得チームによる連続優勝記録は10年にまで延びた。

| 2018年第62回大会～2022年第66回大会 記録10傑 | 2018年第62回大会～2022年第66回大会 記録10傑 | 2018年第62回大会～2022年第66回大会 記録10傑 | 2018年第62回大会～2022年第66回大会 記録10傑 | 2018年第62回大会～2022年第66回大会 記録10傑 | 2018年第62回大会～2022年第66回大会 記録10傑 |
| 位                                          | タイム                                      | 氏名                                        | 所属                                        | 地区                                        | 年次・順位                                  |
| ------------------------------------------- | ------------------------------------------- | ------------------------------------------- | ------------------------------------------- | ------------------------------------------- | ------------------------------------------- |
| 1                                           | 35分13秒                                    | 小野知大                                    | 旭化成                                      | 九州                                        | 2020年・区間賞                              |
| 2                                           | 35分33秒                                    | 鈴木健吾                                    | 富士通                                      | 東日本                                      | 2021年・区間賞                              |
| 3                                           | 35分36秒                                    | 青木祐人                                    | トヨタ自動車                                | 中部                                        | 2021年・区間2位                             |
| -                                           | 35分37秒                                    | 小野知大                                    | 旭化成                                      | 九州                                        | 2021年・区間3位                             |
| 4                                           | 35分42秒                                    | 其田健也                                    | JR東日本                                    | 東日本                                      | 2020年・区間2位                             |
| 5                                           | 35分49秒                                    | 市田宏                                      | 旭化成                                      | 九州                                        | 2018年・区間賞                              |
| 6                                           | 36分02秒                                    | 林奎介                                      | GMOインターネットグループ                   | 東日本                                      | 2020年・区間3位                             |
| 7                                           | 36分04秒                                    | 田中秀幸                                    | トヨタ自動車                                | 中部                                        | 2020年・区間4位                             |
| 7                                           | 36分04秒                                    | 田村和希                                    | 住友電工                                    | 関西                                        | 2020年・区間4位                             |
| 9                                           | 36分05秒                                    | 山中秀仁                                    | Honda                                       | 東日本                                      | 2020年・区間6位                             |
| -                                           | 36分11秒                                    | 其田健也                                    | JR東日本                                    | 東日本                                      | 2021年・区間4位                             |
| -                                           | 36分14秒                                    | 市田宏                                      | 旭化成                                      | 九州                                        | 2019年・区間賞                              |
| 10                                          | 36分21秒                                    | 横手健                                      | 富士通                                      | 東日本                                      | 2019年・区間2位                             |

| 距離変更前（2011年第55回大会～2017年第61回大会）記録10傑 | 距離変更前（2011年第55回大会～2017年第61回大会）記録10傑 | 距離変更前（2011年第55回大会～2017年第61回大会）記録10傑 | 距離変更前（2011年第55回大会～2017年第61回大会）記録10傑 | 距離変更前（2011年第55回大会～2017年第61回大会）記録10傑 | 距離変更前（2011年第55回大会～2017年第61回大会）記録10傑 |
| 位                                                       | タイム                                                   | 氏名                                                     | 所属                                                     | 地区                                                     | 年次・順位                                               |
| -------------------------------------------------------- | -------------------------------------------------------- | -------------------------------------------------------- | -------------------------------------------------------- | -------------------------------------------------------- | -------------------------------------------------------- |
| 1                                                        | 36分32秒                                                 | 市田宏                                                   | 旭化成                                                   | 九州                                                     | 2017年・区間賞                                           |
| 2                                                        | 36分35秒                                                 | 高井和治                                                 | 九電工                                                   | 九州                                                     | 2012年・区間賞                                           |
| 3                                                        | 36分45秒                                                 | 阿久津尚二                                               | 富士通                                                   | 東日本                                                   | 2011年・区間賞                                           |
| 4                                                        | 36分53秒                                                 | 大石港与                                                 | トヨタ自動車                                             | 中部                                                     | 2012年・区間2位                                          |
| 5                                                        | 36分56秒                                                 | 米澤類                                                   | 中国電力                                                 | 中国                                                     | 2011年・区間2位                                          |
| 5                                                        | 36分56秒                                                 | 田中秀幸                                                 | トヨタ自動車                                             | 中部                                                     | 2017年・区間2位                                          |
| 5                                                        | 36分56秒                                                 | 服部翔大                                                 | Honda                                                    | 東日本                                                   | 2017年・区間2位                                          |
| 8                                                        | 36分57秒                                                 | 松宮祐行                                                 | コニカミノルタ                                           | 東日本                                                   | 2012年・区間3位                                          |
| 8                                                        | 36分57秒                                                 | 前野貴行                                                 | 富士通                                                   | 東日本                                                   | 2017年・区間4位                                          |
| -                                                        | 36分59秒                                                 | 田中秀幸                                                 | トヨタ自動車                                             | 中部                                                     | 2015年・区間賞                                           |
| 10                                                       | 37分01秒                                                 | 座間紅祢                                                 | 日清食品グループ                                         | 東日本                                                   | 2012年・区間4位                                          |

#### 7区 (15.7km) 西久保⇒県庁前
- 西久保中継所→群馬県庁（前橋市大手町）
- 西久保中継所 →（伊勢崎市赤堀今井町）→（前橋市今井町立体交差）→（前橋市小島田町交差点）→（前橋市天川大島町交差点）→（前橋市本町二丁目交差点） → 群馬県庁（ゴール）
  - 最後の群馬県庁前のゴールテープまで、コースは至って平坦。レースが競った場合は、壮絶なアンカー対決が期待できる。2022年までは15.5 kmで施行。
  - 最終区間であり、かつ日本一のチームが決まることから栄光の7区と呼ばれている。

| 2001年第45回大会～2022年第66回大会 記録10傑 | 2001年第45回大会～2022年第66回大会 記録10傑 | 2001年第45回大会～2022年第66回大会 記録10傑 | 2001年第45回大会～2022年第66回大会 記録10傑 | 2001年第45回大会～2022年第66回大会 記録10傑 | 2001年第45回大会～2022年第66回大会 記録10傑 |
| 位                                          | タイム                                      | 氏名                                        | 所属                                        | 地区                                        | 年次・順位                                  |
| ------------------------------------------- | ------------------------------------------- | ------------------------------------------- | ------------------------------------------- | ------------------------------------------- | ------------------------------------------- |
| 1                                           | 44分47秒                                    | 鎧坂哲哉                                    | 旭化成                                      | 九州                                        | 2020年・区間賞                              |
| 2                                           | 44分53秒                                    | ジェームス・ドゥング                        | ホンダ浜松                                  | 中部                                        | 2002年・区間賞 2003年・区間賞               |
| 3                                           | 45分05秒                                    | 油谷繁                                      | 中国電力                                    | 中国                                        | 2002年・区間2位                             |
| 4                                           | 45分06秒                                    | 磯松大輔                                    | コニカミノルタ                              | 東日本                                      | 2006年・区間賞                              |
| 5                                           | 45分13秒                                    | 梅木蔵雄                                    | 中国電力                                    | 中国                                        | 2003年・区間2位                             |
| 6                                           | 45分16秒                                    | 高林祐介                                    | トヨタ自動車                                | 中部                                        | 2012年・区間賞                              |
| -                                           | 45分18秒                                    | 梅木蔵雄                                    | 中国電力                                    | 中国                                        | 2006年・区間2位                             |
| 7                                           | 45分24秒                                    | 酒井俊幸                                    | コニカ                                      | 東日本                                      | 2002年・区間3位                             |
| 8                                           | 45分30秒                                    | 秋山悟志                                    | スズキ                                      | 中部                                        | 2006年・区間3位                             |
| 9                                           | 45分35秒                                    | 立石慎士                                    | 安川電機                                    | 九州                                        | 2006年・区間4位                             |
| 10                                          | 45分36秒                                    | 古賀淳紫                                    | 安川電機                                    | 九州                                        | 2019年・区間賞                              |

### 第52回（2008年）まで
第53回（2009年）からの区間構成変更により、変更となった区間について説明する。1区、5区、6区、7区については#第53回（2009年）からを参照。

#### 2区 (22.0km) 高崎⇒伊勢崎
区間記録保持者：高橋健一（富士通）　1時間01分36秒（第45回（2001年））
- 高崎中継所→伊勢崎中継所（伊勢崎市今泉町、伊勢崎市役所（本庁舎）前）
- 高崎中継所→→（関越自動車道高崎IC）→（前橋市東善町交差点）→（玉村町上福島十字路）→（伊勢崎市連取町十字路）→伊勢崎中継所
  - 新2区・3区を合併させて誕生したニューイヤー駅伝最長区間であった。全体を通して下り坂で、例年ならば追い風が見込めるため、毎年好記録が期待できる区間であった。第64回大会より再度この距離に戻される予定。
  - なお、この区間は外国人選手の登録が禁止されていた。

#### 3 区 (11.8km) 伊勢崎⇒尾島
区間記録保持者：ガトゥニ・ゲディオン（日清食品）　30分43秒（第51回（2007年））
- 伊勢崎中継所→尾島中継所（太田市安養寺町、太田市尾島庁舎前）
- 伊勢崎中継所→（伊勢崎市境木島）→（東武伊勢崎線踏切）→（伊勢崎市境東）→（太田市世良田町）→尾島中継所
  - 2区で外国人選手が走れない分、この3区にぶつけるチームが多い。その点、短い区間ながらごぼう抜き記録が出ることも多かった。この区間も同様に下り坂主体。また、剛志駅を越えた先から伊勢崎市境木島付近まで蛇行した道が続く。
  - 外国人選手が続くこの区間で、下位チームは繰り上げスタートが心配となってくる｡ちなみに、この尾島中継所は先頭チームが通過してから10分が経過すると無念の繰り上げスタートとなっていた。

#### 4区 (10.5km) 尾島⇒太田
区間記録保持者：秋山羊一郎（ホンダ）　29分29秒（第51回（2007年））
- 尾島中継所→太田中継所（太田市浜町、太田市役所（本庁舎）前）
- 尾島中継所→（太田市尾島一丁目交差点）→（石田川）→（太田市高林交差点）→太田中継所
  - 全区間中最も短い区間。蛇川付近からやや上り気味になり、高林交差点付近から風の影響が出てくることも。
- この区間は区間記録が更新されやすい区間であり、第44回（2000年）から第51回（2007年）までで4回も区間記録がされている超スピード区間であった。

## コースとなっている主な路線
- 国道17号 高崎前橋バイパス
前橋市県庁南→高崎市和田橋
- 群馬県道27号高崎駒形線
高崎市末広町→前橋市東善町
- 群馬県道40号藤岡大胡線
前橋市東善町→玉村町上福島
- 群馬県道24号高崎伊勢崎線
玉村町上福島交差点→伊勢崎市連取町
- 群馬県道14号伊勢崎深谷線
伊勢崎市今泉町一丁目→伊勢崎市境木島
- 伊勢崎市道
伊勢崎市境木島→伊勢崎市境萩原
- 群馬県道142号綿貫篠塚線（旧：国道354号現道[注 7]）
伊勢崎市境萩原→太田市高林
- 国道407号
太田市高林→太田市東本町十字路・太田市熊野町→太田市追分
- 群馬県道341号太田熊谷線
太田市東本町十字路→太田市熊野町
- 群馬県道316号太田桐生線
太田市追分→桐生市松原橋
- 群馬県道332号桐生新田木崎線
桐生市松原橋→桐生市境野町一丁目
- 群馬県道・栃木県道67号桐生岩舟線
桐生市境野町一丁目→桐生市錦町十字路
- 国道122号
桐生市広沢町一丁目→桐生市相生町一丁目
- 群馬県道68号桐生伊勢崎線
桐生市相生町一丁目→みどり市笠懸町阿左美
- 国道50号
みどり市笠懸町阿左美→前橋市本町二丁目

## 通過する自治体
- 前橋市
- 高崎市
- 佐波郡玉村町
- 伊勢崎市
- 太田市
- 桐生市
- みどり市

## 車両協力
- SUBARU（地元企業のため提供、2017年 - ）[8]
  - レガシィB4
  - アウトバック
  - インプレッサ
  - レヴォーグ STIsport
  - フォレスター
- マツダ（2009年・2010年）
  - デミオ
- ダイハツ工業（2011年 - 2016年）
  - ムーヴ
  - タント
  - ミライース
- 1996年から2008年まではスズキが協力していた。
- 1995年のみホンダが協力していた。
- 1988年から1993年までは日産自動車が協力していた（1994年のみ日産は提供なしの車両協力）。

## テレビ放送・配信
テレビ放送はTBSテレビと地元の群馬テレビが第32回（1988年）から完全生中継を開始。当初はSUNTORY、以後JUKI、KIRINを経て、1994年の第38回からは山崎製パンが協賛しておりTBS系の番組では『ヤマザキ新春スポーツスペシャル・ニューイヤー駅伝○○○○（西暦）」の名称と「第○回全日本実業団駅伝』の略称を使用している。なお、正式な大会名称は、全日本実業団対抗駅伝大会（ぜんにほんじつぎょうだんたいこうえきでんたいかい）。
ヤマザキパンの冠があるが1社協賛ではなく、複数のスポンサーの提供・協賛により放送が行われる。同社に加えて、車両提供社のSUBARUが全時間帯でスポンサーとなっているため、SUBARU以外の自動車メーカーは本大会に出場していてもスポンサーになることはない。8:50以前は事前番組扱いとして直前情報を伝えるが、7:30 - 8:30は群馬テレビなどの一部地方局では放送されないローカルセールスの任意ネット枠のため、ヤマザキの冠も付かない。また、8:30 - 8:50も引き続きオールスポットであるが、全系列局ネットとなる8:30の時点から名目上ヤマザキの冠をつけて、8:50以降の中継本編とは一体の番組として放送している（8:30 - 8:50のパートでは、群馬県庁よりヤマザキパンのインフォマーシャルが挿入される）。一部の地方局では、EPGでの扱いを8:50を境とした2部構成、もしくは7:30 - 8:30、8:30 - 8:50、8:50以降の3部構成としている。なお、JNN系列では2013年から2015年まで、スポーツテレソン「年またぎスポーツ祭り」の枠内フロート番組として扱っていた。
技術面では一部中継点において特定の系列局 や特別協力の群馬テレビ にスタッフ配置を任せているなど、系列各局から技術や人員を動員している。

### 番組ネット局
JNN系列28局+群馬テレビ（GTV） にネット。2025年大会における、8:30以前のパートも含めたネット局には◎印を付した。
- TBSテレビ（TBS）◎
- 北海道放送（HBC）
- 青森テレビ（ATV）◎
- IBC岩手放送（IBC） [注 15]
- 東北放送（tbc）◎
- テレビユー山形（TUY）
- テレビユー福島（TUF）◎
- 群馬テレビ（GTV）[注 14][注 16]
- テレビ山梨（UTY）
- 信越放送（SBC）◎
- 新潟放送（BSN）◎
- 静岡放送（SBS）[注 17]
- CBCテレビ（CBC）◎
- チューリップテレビ（TUT）◎
- 北陸放送（MRO）◎
- 毎日放送（MBS）[注 15]
- RSK山陽放送（RSK）◎
- 山陰放送（BSS） ◎
- 中国放送（RCC）◎
- テレビ山口（tys）◎
- あいテレビ（itv）◎
- テレビ高知（KUTV）
- RKB毎日放送（RKB） ◎
- 大分放送（OBS）◎
- 長崎放送（NBC）◎
- 熊本放送（RKK）◎
- 宮崎放送（MRT）◎
- 南日本放送（MBC）[注 15]
- 琉球放送（RBC）◎

2009年（平成21年）まではBS-i（現：BS-TBS）にもネット。またTBSチャンネル2でも2010年代に開催当日の夜、もしくは後日中継録画をノーカットで放送していた。

### 実況

#### 総合実況
群馬県庁に特設スタジオを設けてそこから全体の進行を行う。ただし、2010年のみ森田正光のコーナーを除いてスタジオは使用せず、第1移動車の実況担当が進行した。
- 石井智（当時・TBSアナウンサー）（1988年 - 1993年）
- 松下賢次（当時・TBSアナウンサー）（1994年 - 2003年、2004年よりラジオ実況。なお、1988年から1994年までは第1移動車を担当していた）
- 土井敏之（TBSアナウンサー）（2004年 - 2009年・2011年 - 2020年。2007年を除いてゴール実況も兼務した。2010年（平成22年）も第1移動車の担当の傍ら全体の進行も兼務した。2021年よりラジオ実況）
- 新タ悦男（TBSアナウンサー）（2021年以降）

#### 移動中継車担当
特筆しない限り、担当の時点でTBSテレビの現職アナウンサー。
2024年 - 2025年
- 第1移動車…佐藤文康
- 第2移動車…熊崎風斗[注 19]
- 第3移動車…小沢光葵
- 第4移動車（リポートバイク）…喜入友浩

2022年 - 2023年
- 第1移動車…佐藤文康
- 第2移動車…南波雅俊
- 第3移動車（リポートバイク）…喜入友浩
- 第4移動車（リポートバイク）…熊崎風斗

2021年
- 第1移動車…佐藤文康
- 第2移動車…熊崎風斗
- 第3移動車…喜入友浩
- 第4移動車…小笠原亘

2018年 - 2020年
- 第1移動車…佐藤文康
- 第2移動車…新タ悦男
- 第3移動車…熊崎風斗（スタート前の選手控え室のリポートも兼務）

2013年 - 2017年
- 第1移動車…佐藤文康
- 第2移動車…新タ悦男
- リポートバイク…小笠原亘

2012年
- 第1移動車…佐藤文康
- 第2移動車…椎野茂（当時・TBSテレビアナウンサー）
- 第3移動車（リポートバイク）…新タ悦男

#### 中継所担当
特筆しない限り、担当の時点でTBSテレビの現職アナウンサー。
2025年
- 南波雅俊（高崎中継所・西久保中継所）
- 齋藤慎太郎（伊勢崎中継所・太田中継所）
- 古田敬郷（尾島中継所・桐生中継所）

2024年
- 南波雅俊（高崎中継所・桐生中継所、レースの前にはスタート地点での呼び込みを担当）
- 齋藤慎太郎（伊勢崎中継所・西久保中継所）
- 古田敬郷（尾島中継所）
- 高柳光希（太田中継所）

2023年
- 小笠原亘（高崎中継所）
- 小沢光葵（公田中継所・桐生中継所）
- 高柳光希（伊勢崎中継所・西久保中継所）
- 齋藤慎太郎（太田中継所）

2022年
- 小笠原亘（高崎中継所・太田中継所・西久保中継所）
- 齋藤慎太郎（公田中継所・桐生中継所）
- 伊藤隆佑（伊勢崎中継所）

2021年
- 藤森祥平（公田中継所。各定点ポイントの実況も兼務）
- 南波雅俊（高崎中継所・伊勢崎中継所・桐生中継所）
- 小林廣輝（当時・TBSテレビアナウンサー／太田中継所・西久保中継所）

2020年
- 石井大裕（伊勢崎中継所。8:30以前のパートでは進行を担当）
- 小笠原亘（高崎中継所・桐生中継所）
- 喜入友浩（公田中継所・西久保中継所）
- 西村俊仁（CBCアナウンサー／太田中継所）

2019年
- 石井大裕（高崎中継所・桐生中継所。8:30以前のパートでは進行を担当）
- 小笠原亘（スタート・伊勢崎中継所・西久保中継所）
- 喜入友浩（公田中継所）
- 西村俊仁（CBCアナウンサー／太田中継所）

2018年
- 石井大裕（スタート・伊勢崎中継所・西久保中継所。8:30以前のパートでは進行を担当）
- 小笠原亘（高崎中継所・桐生中継所）
- 伊藤隆佑（公田中継所）
- 西村俊仁（CBCアナウンサー／太田中継所）

2017年
- 石井大裕（スタート・高崎中継所・桐生中継所）
- 杉山真也（公田中継所）
- 熊崎風斗（伊勢崎中継所・西久保中継所）
- 西村俊仁（CBCアナウンサー／太田中継所）

2016年
- 清水大輔（当時・TBSテレビアナウンサー／高崎中継所）
- 林正浩（当時・TBSテレビアナウンサー／公田中継所）
- 石井大裕（伊勢崎中継所・西久保中継所）
- 角上清司（当時・CBCアナウンサー／太田中継所）
- 熊崎風斗（桐生中継所）

2015年
- 清水大輔
- 林正浩
- 石井大裕
- 角上清司

2014年
- 清水大輔（高崎中継所・桐生中継所）
- 林正浩（公田中継所）
- 石井大裕（伊勢崎中継所・西久保中継所）
- 角上清司（太田中継所）

2013年
- 林正浩
- 戸崎貴広（当時・TBSテレビアナウンサー）
- 清水大輔
- 石井大裕

2012年
- 清水大輔（高崎中継所・桐生中継所）
- 戸崎貴広（公田中継所・西久保中継所）
- 林正浩（伊勢崎中継所）
- 小笠原亘（太田中継所）

### 解説
2025年（令和7年）
- 金哲彦（ニッポンランナーズ理事長／放送センター）
- 神野大地（プロランナー／ゲスト解説、放送センター）
- 寺田明日香（東京世界陸上アスリートアンバサダー／ゲスト）
- 尾方剛（広島経済大学陸上競技部監督／第1移動車）

2023年（令和5年） - 2024年（令和6年）
- 金哲彦（ニッポンランナーズ理事長／放送センター）
- 神野大地（プロランナー／ゲスト解説、放送センター）
- 尾方剛（広島経済大学陸上競技部監督／第1移動車）

2021年（令和3年） - 2022年（令和4年）
- 金哲彦（ニッポンランナーズ理事長／放送センター）
- 大迫傑（ナイキ／ゲスト解説、放送センター）
- 尾方剛（広島経済大学陸上競技部監督／第1移動車）

2014年（平成26年） - 2020年（令和2年）
- 宗茂（旭化成陸上部顧問ほか／放送センター）
- 増田明美（スポーツライター／ゲスト解説、放送センター）
- 金哲彦（ニッポンランナーズ理事長／第1移動車）
- 尾方剛（広島経済大学陸上競技部監督／第2移動車）

2013年（平成25年）
- 瀬古利彦（当時エスビー食品スポーツ推進局長／放送センター）
- 増田明美（スポーツライター／ゲスト解説、放送センター）
- 金哲彦（ニッポンランナーズ理事長／第1移動車）
- 尾方剛（広島経済大学陸上競技部監督／第2移動車）

2012年（平成24年）
- 瀬古利彦（当時エスビー食品スポーツ推進局長／放送センター）
- 増田明美（スポーツライター／ゲスト解説、放送センター）
- 谷口浩美（トスプランニング所属／第1移動車）
- 金哲彦（ニッポンランナーズ理事長／第2移動車）

### リポーター
特筆しない限り、担当の時点でTBSテレビの現職アナウンサー。
○：TBSテレビと一部のJNN加盟局で直前に編成していた生放送番組（当該項で詳述）向けに群馬県庁内からの初日の出リポートも担当
2025年
- 増田明美（スポーツライター／監督室）
- 浦野芽良（高崎中継所・太田中継所）
- 篠原梨菜（伊勢崎中継所・桐生中継所）
- 佐々木舞音（尾島中継所・西久保中継所）
- 近藤夏子（群馬県庁・優勝インタビュー。8:30以前のパートでは進行を担当）

2024年
- 増田明美（スポーツライター／監督室）
- 篠原梨菜（高崎中継所・太田中継所）
- 南後杏子（伊勢崎中継所・桐生中継所）
- 佐々木舞音（尾島中継所・西久保中継所）
- 近藤夏子○（群馬県庁・優勝インタビュー。8:30以前のパートでは進行を担当）

2023年
- 増田明美（スポーツライター／監督室）
- 吉村恵里子（高崎中継所・太田中継所）
- 篠原梨菜[注 20][注 21]（公田中継所・桐生中継所）
- 佐々木舞音[注 20][注 21]（伊勢崎中継所・西久保中継所）
- 近藤夏子（群馬県庁・優勝インタビュー。8:30以前のパートでは進行を担当）

2022年
- 増田明美（スポーツライター／監督室）
- 佐々木舞音（高崎中継所・太田中継所）
- 日比麻音子[注 21][注 22]（公田中継所・桐生中継所）
- 若林有子○（伊勢崎中継所・西久保中継所）
- 上村彩子（群馬県庁・優勝インタビュー。8:30以前のパートでは進行・レース中はリモート方式による応援の模様を随時リポート）

2021年
- 増田明美（スポーツライター／監督室）
- 野村彩也子（高崎中継所・太田中継所）
- 近藤夏子（公田中継所・桐生中継所）
- 上村彩子○（伊勢崎中継所・西久保中継所）
- 日比麻音子（群馬県庁・優勝インタビュー。8:30以前のパートでは進行を担当）

2020年
- 上村彩子（群馬県庁）
- 篠原梨菜（高崎中継所・太田中継所）
- 若林有子（公田中継所・桐生中継所）
- 日比麻音子○（伊勢崎中継所・西久保中継所）
- 初田啓介（優勝インタビュー。各定点ポイントの実況も兼務）

2019年
- 上村彩子（群馬県庁）
- 山形純菜（高崎中継所・太田中継所）
- 日比麻音子（公田中継所・桐生中継所）
- 宇内梨沙○（伊勢崎中継所・西久保中継所）
- 初田啓介（優勝インタビュー。各定点ポイントの実況も兼務）

2018年
- 小林由未子（群馬県庁）
- 宇内梨沙（高崎中継所・太田中継所）
- 日比麻音子○（公田中継所・桐生中継所）
- 上村彩子（伊勢崎中継所・西久保中継所）
- 初田啓介（優勝インタビュー。各定点ポイントの実況も兼務）

2017年
- 小林由未子（群馬県庁）
- 宇内梨沙○（高崎中継所・太田中継所）
- 伊東楓（当時・TBSテレビアナウンサー／公田中継所・桐生中継所）
- 上村彩子（伊勢崎中継所・西久保中継所）
- 初田啓介（優勝インタビュー。各定点ポイントの実況も兼務）

2016年
- 小林由未子（群馬県庁）
- 上村彩子（高崎中継所・太田中継所）
- 古谷有美（公田中継所・桐生中継所）
- 伊藤隆佑（伊勢崎中継所・西久保中継所ほか）
- 初田啓介（優勝インタビュー。各定点ポイントの実況も兼務）

2015年
- 出水麻衣
- 古谷有美
- 佐藤渚（当時・TBSテレビアナウンサー）
- 熊崎風斗
- 小林由未子
- 初田啓介（優勝インタビュー。各定点ポイントの実況も兼務）

2014年
- 古谷有美（群馬県庁）
- 林みなほ（当時・TBSテレビアナウンサー／群馬県庁）
- 佐藤渚（高崎中継所・太田中継所）
- 安藤あや菜（元青森テレビアナウンサー、当時・セント・フォース所属／公田中継所・桐生中継所）
- 高畑百合子（伊勢崎中継所・西久保中継所）
- 初田啓介（優勝インタビュー。各定点ポイントの実況も兼務）

2013年
- 出水麻衣（群馬県庁）
- 佐藤渚（群馬県庁）
- 安藤あや菜（高崎中継所・太田中継所）
- 古谷有美（公田中継所・桐生中継所）
- 高畑百合子（伊勢崎中継所・西久保中継所）
- 初田啓介（優勝インタビュー。各定点ポイントの実況も兼務）

2012年
- 枡田絵理奈（当時・TBSテレビアナウンサー／群馬県庁）
- 安藤あや菜（高崎中継所・太田中継所）
- 古谷有美（公田中継所・桐生中継所）
- 高畑百合子（伊勢崎中継所・西久保中継所）
- 初田啓介（優勝インタビュー。各定点ポイントの実況も兼務）

### 天気予報
- 森田正光（テレビ）

### 特別出演
- 黛まどか
テレビ中継では一時期、「ニューイヤー駅伝」をお題とした俳句を募集しており、黛はその選者。なお、2008年以降は実施せず、黛も出演していない。

### テーマソング
2016年までは一部の年度を除いて「TBS駅伝テーマソング」として、前年の女子駅伝と共通で使用していた。2018年は歌入りの楽曲を採用せず、インストゥルメンタルの曲が使用された。
- 1996年 = 岡本真夜「これからだよ」
- 1997年 = 篠原美也子「風の背中」
- 1998年 = 千綿偉功 「Take a Chance!」
- 2004年 = day after tomorrow 「It's My Way」
- 2005年 = 大塚愛「スーパーマン」
- 2006年 = 大塚愛「U-ボート」
- 2007年 = AAA「Samurai heart-侍魂-」
- 2008年 = HIGH and MIGHTY COLOR 「Amazing」
- 2009年 = BREAKERZ「センチメンタルスクラップ」
- 2010年 = EXILE「Your Smile」
- 2011年 = 清木場俊介「風に唄えば…」
- 2012年 = 三代目 J Soul Brothers「Feel The Soul」
- 2013年 = NICO Touches the Walls「ランナー」[9]
- 2014年 = WEAVER「夢を繋いで」[10]
- 2015年 = Well stone bros.「FIGHT feat.BRIDGET」[11]
- 2016年 = WEAVER「Boys & Girls」[12]
- 2017年 = KEYTALK「Oh!En!Ka!」[13]
- 2018年 -  = 「Sunrise of the New Year」（田渕夏海によるインストゥルメンタル曲）
- 2023年 = 藤巻亮太「この道どんな道」（TBS駅伝テーマ曲）

### インターネット向けの動画配信
2013年より、全ての中継所を対象に、襷リレーの動画を配信している。当初はUstreamで実施していた が、後に番組公式サイトからの配信へ移行。2018年からは、テレビ中継動画のサイマル配信を実施していた。2020年より、Paravi とTVerでのサイマル配信へ移行。番組公式サイトでは、前述した襷リレーの動画に加えて、全移動車からの中継動画も配信している。

### 備考
- 途中、中継を中断して報道フロアから『JNNニュース』（2010年のみ『THE NEWS』）が3 - 4分程度放送される（大体11時台後半から12時台前半の間）。この間はレースの模様が画面上部にワイプで映し出される他、ローカル枠に切り替えられる際に「JNNニュース（NEWS）」のロゴが画面左下に表示される（ただし、GTVはJNN加盟局では無いため[注 24]、自局制作のローカルニュース『GTVニュース』に差し替えられ、ワイプも表示されない。これらを踏まえ、報道スタジオへの渡しコメントは「このあとはニュースをお伝えします」というシンプルなものであるが、アナウンサーによっては2023年のように「報道フロアから」の文言が入る場合がある）。
- 連動データ放送はTBS系列28局のみ実施のため、群馬テレビでは「群馬テレビのデータ放送は連動していません」と随時中継内のテロップで告知している。
- 1997年の放送で、最下位チーム[注 25] のアンカーが脱水症状になりフラフラとなり、番組最後の提供クレジットが出るぎりぎりまで松下アナが実況。その途中からスタッフロール（提供クレジットを出すまでは協力系列局の途中まで、最後の『製作著作 TBS』まで表示出来なかった）とテーマソング（このときは篠原美也子の「風の背中」）は流れ、その後に提供クレジットを出して終了した。逆に2011年は、最下位となった警視庁チームのゴールを待たずにスタッフロールに移行してしまった。
- 2009年のみ膨大なスタッフロールがなく、「制作：TBSテレビ・製作著作：TBS」のみ打って提供クレジットに入った。
- 2006年大会中継では特別ゲストとして亀田興毅・大毅・和毅の三兄弟が登場し、餅つきなどで視聴者にアピールを行っていた。
- 2007年には、大会の直後から「日曜劇場」枠で放送される『華麗なる一族』とのコラボレーション企画を実施。作品のPR、主演を務める木村拓哉からのメッセージビデオの放送に加えて、中継所などで「華麗ぱん」（大会の冠スポンサーである山崎製パンとのコラボレーションによる期間限定商品）のサンプリング（無料配布）を実施した。全編の平均視聴率は14.1%で、2006年（11.7%）や2005年（14.3%）を上回ったほか、午後のパートでは12:00 - 18:00の時間帯における視聴率で1位を記録した（いずれもビデオリサーチの調査による関東地区の世帯視聴率）。
  - テレビ中継ではこの年から、区間賞トップの選手の予想と連動した「総額300万円!お年玉プレゼントクイズ」を実施。主な区間賞候補の選手数名とその他の選手を選択肢に設定した多者択一式のクイズで、区間ごとにトップの選手が中継所まで残り1kmの地点を通過するまで電話（選択肢ごとに割り当てられた電話番号）で応募を受け付けたうえで、応募者から抽選で21名（1区間につき3名）に1万円×区間の距離（kmから小数点以下の数字を切り上げた数値）分の賞金を「お年玉」として贈呈する。賞金の総額を300万円に設定しているため、1人の応募者が全ての区間で区間賞の予想を的中させた場合には、最大で100万円（1万円×総距離100km）分の「お年玉」を得る可能性がある。
- 2008年は、この年の1月にスタートする『佐々木夫妻の仁義なき戦い』の番組宣伝、またこのドラマの主演である稲垣吾郎と小雪のビデオ出演、各中継所などで今大会の冠スポンサーである山崎製パンとのコラボレートした「佐々木夫妻の仁義's（ジンギス）パン」の無料配布を行った。また今井正人選手の紹介VTRの場面において、前年箱根芦ノ湖にゴールする際の日本テレビの映像が使われた。
- 2010年第54回大会の放送より博報堂DYメディアパートナーズによる制作で、一部CMにおいてCMと駅伝中継が同時放映される措置がなされた[18]。
- 2018年の第62回大会では、番組公式サイトで中継動画のサイマル配信を実施。スポンサーからのCMが地上波と異なっていたものの、TBSの系列局がない県からも視聴できるようになっていた。2020年の第64回大会からは、U-NEXT（2023年まではParavi）とTVerでのサイマル配信に移行している（詳細後述）。
- 2022年の第66回大会のスタッフロールでは、制作協力に参加してスタッフを派遣した中国放送（RCC）のロゴが、2021年12月まで使用された旧ロゴで表示された（新ロゴは2022年10月の開局70周年に合わせて制定されたもので、2021年12月から順次使用を開始し、2022年1月から正式に全面採用している）。2023年の第67回大会のスタッフロールでは新ロゴに修正された。
- 前述したように、2020年の第64回大会までは、一部のTBS系列局と群馬テレビのアナウンサーも中継所などの実況を任されていた。もっとも、日本国内ではこの大会終了後の1月下旬から新型コロナウイルス感染症（COVID-19）が流行。大会の開催と中継は2021年以降も続けられているが、流行の収束が見通せない状況にあったことなどから、実況とリポートをTBSテレビのアナウンサーだけで賄っていた。
  - COVID-19については、感染症関連の国内法における位置付けが、2023年（第67回大会後の5月8日）から季節性インフルエンザと同等の「五類感染症」へ移行した。ただし、TBS以外の放送局からのアナウンサーの派遣は、移行後最初の大会（2024年の第68回）での中継も見送られている。
- 2023年（第67回大会）以降のテレビ中継には、SDGsの達成に向けたTBSグループの取り組みの一環として、「地球を笑顔にするくるま」（トヨタ・コースターをベースに水素で発電する燃料電池を搭載した中継車）を導入。さらに、自然エネルギーに由来する「グリーン電力」を放送に使用している。燃料電池を搭載した中継車をテレビのスポーツ中継で使用した事例は、第67回大会でのテレビ中継が世界で初めて[19]で、TBSテレビでは他の駅伝中継でも同年から「地球を笑顔にするくるま」を順次導入している。

## ラジオ放送
TBSラジオでも、2001年から中継番組を制作したうえで8:30 - 14:30に放送している。ただし、本大会に続いて1月中にラジオで放送される箱根駅伝の中継（文化放送の制作でNRN系列局と一部のJRNシングルネット局で同時ネット）や天皇盃全国男子駅伝の中継（中国放送制作のJRN全国ネット番組。一部のNRNシングルネット局と独立局でも同時ネット） などと違って、長らく関東ローカル番組として編成されていた。
2023年の中継 は、東北放送（TBC）、CBCラジオ、RKB毎日放送、南日本放送（MBC）でも同時ネット。CBC以外はテレビとの兼営局（テレビ放送部門がJNN・ラジオ放送部門がJRNとNRNに加盟している局）で、CBCラジオはCBCテレビ（JNN加盟の単営局）のグループ会社（TBSラジオと同じくテレビとの兼営局であった中部日本放送からラジオ放送部門・ラジオ放送免許・JRNへの加盟資格を承継した単営局）に当たることから、TBC・CBC・RKB・MBCでもTBSと同様にテレビ中継との同時放送が実現している。なお、RKB以外のネット局では、2022年以前から1月2・3日に文化放送制作分の箱根駅伝中継を放送している。
2024年の中継では、TBC・CBC・RKBに加えて、北海道放送（HBC）・新潟放送（BSN）・RSK山陽放送・中国放送（RCC）・山口放送（KRY）・四国放送（JRT）・西日本放送（RNC）・長崎放送（NBC、佐賀県はNBCラジオ佐賀）・宮崎放送（MRT）が同時ネットを実施。その一方で、MBCは編成上の事情から中継を見送った。KRY・JRT・RNC以外のネット局は、テレビ部門がJNNに加盟している関係で、テレビ中継とのサイマル放送が実現している。
放送に際してはテレビ中継の映像を活用しているが、厳密にはテレビ中継での音声は各中継所でのたすきリレー実況のみがそのまま流れる。ラジオ側ではメイン実況のアナウンサー、レース関連の情報を伝える「情報リポーター」（2024年はTBSテレビアナウンサーの御手洗菜々）、レース解説者（2024年は諏訪利成）、「気象リポーター」（2024年は元・北陸放送アナウンサーで気象予報士の坐間妙子）を群馬県庁内の特設スタジオに配置。さらに、TBSラジオのキャスターやTBSテレビの若手アナウンサー が沿道からリポートを随時送っている（2024年はTBSラジオキャスターの白井京子が担当）。さらに、2022年の中継からは、佐藤楓（乃木坂46のメンバー）がナレーションを付けている（事前収録のためで放送上の扱いは「コメント出演」）。ちなみに、青山学院大学在学中の2020年度に陸上競技部・駅伝ブロックの主将を務めていた神林勇太（2021年3月の卒業を機に駅伝を含む陸上競技から引退）は佐藤のいとこに当たる。
TBSラジオでは、2002年から（2015年 を除く）2016年まで、ニューイヤー駅伝中継から天皇杯全日本サッカー選手権大会決勝戦中継へのリレー放送を関東ローカル向けに実施していた。2011年には、地元コミュニティFM局の1つであるラジオ高崎でも、高崎市役所市庁舎付近からの中継を独自に放送していた。

### ネット局
- 2023年 - TBS・TBC・CBC・RKB・MBC（TBSは8:30から、その他のネット局は9:00から）
- 2024年 - TBS・HBC・TBC・BSN・CBC・RSK・RCC・KRY・JRT・RNC・RKB・NBC・MRT（TBSは8:30から、その他のネット局は9:00から）
- 2025年 - TBS・HBC・TBC・BSN・KNB・CBC・RSK・RCC・KRY・JRT・RNC・RKB・NBC・MRT（TBSは8:30から、その他のネット局は9:00から）

### 主な出演者
☆は最新回の出演者（出典）

#### 総合実況
- 土井敏之（TBSアナウンサー、☆）

#### 解説
- 諏訪利成（上武大学駅伝部監督・2004年アテネオリンピックマラソン日本代表、☆）

#### 情報
- 御手洗菜々（TBSアナウンサー、☆）

#### 天気予報
- 大野治夫
- 坐間妙子（中継リポート兼務、☆）

#### コメント出演
- 佐藤楓（乃木坂46、☆）

#### スタジオキャスター
- 石川伸子
- 白井京子（☆）

## 富士通による優勝旗誤廃棄（紛失）事件
本大会では2021年の第65回大会まで、優勝チームに優勝旗を授与してきた。優勝旗はフリンジ込みで縦106センチ×横115センチの（正方形に近い）長方形で、長さ2メートル1センチの旗竿に付けられていて、通常は縦30センチ×横30センチ×高さ100センチの直方体の箱に収納。実際には主催団体の日本実業団陸上競技連合から優勝チームへ1年間貸与されているため、当該チームは翌年の大会までに、優勝旗を主催団体へ返還することが規定されている。
第65回大会では富士通が優勝したため、優勝旗は大会当日（2021年1月1日）の授与式から同社へ貸与されていた。富士通が翌2022年の第66回大会で返還すべく準備を進めていたところ、優勝旗の所在がわからなくなっていることが開催の1ヶ月前（2021年11月27日）に判明したため、12月8日にその旨を日本実業団陸上競技連合に報告した。
富士通によれば、「新型コロナウイルス感染症流行の影響で本社（東京都港区）への来客が（例年に比べて）少なかったため、サイズの大きな優勝旗の展示を見送ったうえで、本社の事務所内で保管していた」とのことで、2021年6月12日の時点では優勝旗の所在を確認していたという（詳細後述）。第65回大会での優勝によって第66回大会への出場権を得ていた駅伝部については、「旗の紛失については、全ての責任が会社にある」として、第66回大会への出場を容認。もっとも、開催まで1ヶ月を切ったタイミングで紛失を報告したため、報告を受けた日本実業団陸上競技連合は代替旗を手配できなかった。第66回大会ではHondaが優勝したが、当日までに優勝旗が発見されなかったことから、表彰式では旗の授与を見送っている。

### 富士通が発表した経緯
- 1月1日 - 1年間の貸与扱いで日本実業団陸上競技連合から優勝旗を受領
- 1月5日 - 富士通本社事務所（汐留シティセンターにテナントとして入居）の総務部門（当時は8階）で保管
- 6月7日 - 総務部門のオフィスフロアを　8階から31階に移動。
- 6月12日 - 総務部門のフロア移動に伴う不要品を処分したうえで、残置した保管品を9階へ暫定的に移動。そのうえで、汐留シティセンターとの賃貸契約のうち、8階部分の契約を後日解除した。この時点までは、優勝旗の所在を確認していたとされる。
- 9月12日 - 9階の保管品から不要品を処分。
- 9月17日 - 9階に残していた物品を24階に移動させたうえで、9階部分の賃貸契約を後日解除。
- 11月27日 - 優勝旗の所在がわからないことに総務部の担当者が気付いたため、この日から社内で調査を開始。
- 12月8日 - 優勝旗を紛失した旨を日本実業団陸上競技連合に報告[24]

### 優勝旗の新調
優勝旗の所在は2022年の春までに判明しなかったため、連合ではHonda側の意向などを踏まえて、対応を改めて検討。当初は優勝旗よりサイズの小さい贈呈品（マイスターシャーレなど）を優勝旗の代わりにHondaへ授与することも検討されていた が、結局は「富士通が経費を負担する」という条件で優勝旗を新調すること が5月の理事会で承認された。実際にはおよそ4ヶ月をかけて新調されたが、製作費はおよそ100万円で、富士通が全額を負担している。
連合は2022年9月30日に、新調した優勝旗をHonda側に贈呈。当時の主将だった設楽悠太が、同社埼玉製作所の狭山工場で優勝旗を受け取った。第67回大会の直前に連合へ返還することを前提に置いた贈呈で、実際の貸与期間は3ヶ月に限られたものの、Honda側では厳重な管理と警備の下に埼玉県内の生産拠点（狭山を含む3工場）で従業員向けの巡回展示を実施した。

## 出場の辞退に至った主な事例
予選や本選への出場が決まっていながら、母体企業での不祥事が発覚したチームや、関係者の新型コロナウイルス感染症罹患が大会の直前に確認されたチームが出場を辞退した事例を以下に記載する。
- 1980年には、本選への出場が決まっていたカネボウ陸上部と金沢自衛隊が、本選の直前に出場の辞退を申し入れた。カネボウの辞退は部員に故障が相次いだこと、金沢自衛隊の辞退は本選の開催日（1月1日）が金沢駐屯地での演習と重なったことによる[29]。
- カネボウ陸上部は2013年度に、当時の母体企業（カネボウ化粧品）での不祥事（白斑症状問題）を受けて全ての活動を休止[30]。2014年度から活動を再開したものの、2021年には本選への出場権を得ていながら、チーム関係者の新型コロナウイルス感染症罹患によって出場を再び辞退した。もっとも、東日本予選での次点チームに繰り上げ出場の措置が講じられなかったため、2021年の本選は（当初の発表から1チーム少ない）36チームで争われた[31]。
  - カネボウ化粧品は、2022年10月から陸上部の運営を花王（親会社）へ移管。移管後のチーム（花王陸上競技部）が2023年大会の本選へ出場した際には、出場回数が（カネボウ陸上部時代からの通算で）「8年連続60回」と扱われている[32]。
- 2006年には、東日本予選を上位で突破していたJR東日本のランニングチームが、本選への出場を急遽辞退した。本選直前の2005年12月25日に同社の管内で羽越線脱線事故が発生したことを受けての辞退であったが、2006年大会における本選出場権の保持については、出場回数カウントの対象から除外されている。
- 2009年には、中部予選を上位で突破していたスズキ陸上競技部が本選への出場を辞退したことに伴って、この予選で次点に終わっていた八千代工業に代替出場の措置が講じられた[33]。スズキの辞退は、本大会の中部予選2日後（2008年11月11日）に、（本大会とは無関係である）女子駅伝チームのコーチが（当時冠スポンサーに付いていた）全日本実業団女子駅伝のコースの下見を目的に運転していた自動車で対人事故を起こしたことによる[34]。
- 2023年には、本選へのエントリー（出場登録）を済ませていた安川電機陸上部の選手1名が発熱をきっかけにPCR検査を受診したところ、新型コロナウイルスへの感染を示す陽性反応が出たことが本選の3日前（2022年12月29日）に判明。同社の陸上部は前年（2022年）まで32年連続で本選に出場していたが、感染などによる影響が他のチームに拡大する可能性を勘案したうえで、本選への出場を急遽辞退した。本選の2日前（2022年12月30日）に辞退の申し出を受理した日本実業団陸上連合では、予選で次点に終わっていたチームからの繰り上げ出場を認めない一方で、安川電機の陸上部については上記の事情から2023年大会を出場回数カウントの対象に含める措置を講じた。この措置によって、同部の通算出場回数は45回、連続出場記録は33年と扱われている[35]。